# أول سنتين من الجمهورية الإسبانية الثانية

علم الجمهورية الإسبانية الثانية.

شكلت فترة أول سنتين للجمهورية الإسبانية الثانية المرحلة الأولى من حقبة الجمهورية الإسبانية الثانية والتي بدأت من إعلانها في 14 أبريل 1931 وحتى الانتخابات العامة في نوفمبر 1933 والتي أفسحت المجال لفترة السنتين التاليتين.
ومع ذلك فهناك المؤرخون أشاروا إلى أن مصطلح «فترة أول سنتين» مثل أيضًا فترة سميت الاشتراكية الأثانية، أو فترة الإصلاح أو فترة السنتين الانتقالية، واقتصرت على فترة تحالف حكومة الجمهوريين اليساريين مع الاشتراكيين بقيادة مانويل أثانيا، التي بدأت في 15 ديسمبر 1931 - تاريخ تشكيل الحكومة الثانية لأثانيا، بعد رفض الحزب الجمهوري الراديكالي المشاركة لخلافه في استمرار وجود الاشتراكيين - وانتهت في سبتمبر 1933. خلال ذلك الفترة تعمقت «فترة اليسار» وتعمقت الإصلاحات التي بدأت خلال الفترة التأسيسية (أبريل-ديسمبر 1931) وازداد تطرفها بهدف تحديث الواقع الاقتصادي والاجتماعي والسياسي والثقافي الأسباني.
وهناك أيضًا مؤرخون حددوا بداية فترة السنتين الأولى بفترة محدودة، من أكتوبر 1931 عندما أتى أثانيا لتولي رئاسة الحكومة المؤقتة بعد استقالة نيكيتو الكالا زامورا بسبب عدم موافقته على الصيغة النهائية للمادة 26 من الدستور التي تتناول المسائل الدينية. تزامنت فترة السنتين الأولى على هذا النحو مع «مرحلة أثانيا» أو «حكومة أثانيا».

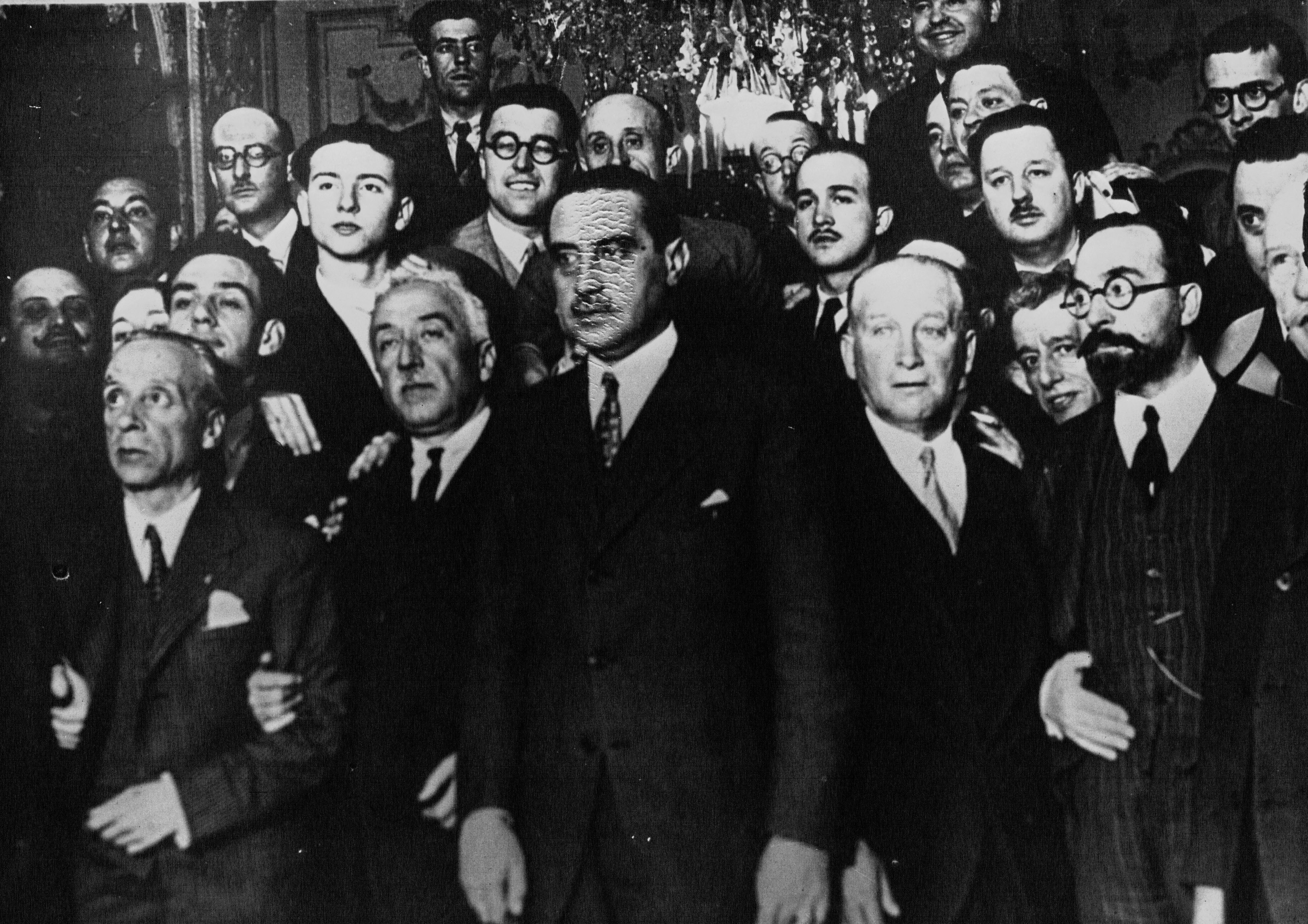
أعضاء الحكومة المؤقتة للجمهورية الثانية، وهم من اليسار إلى اليمين: ألفارو ألبورنوز ونيسيتو ألكالا زامورا وميغيل مورا وفرانسيسكو لارجو كاباليرو وفرناندو دي لوس ريوس وأليخاندرو ليروكس.

## الفترة الدستورية (أبريل-ديسمبر 1931)
تولت الحكومة المؤقتة للجمهورية الإسبانية الثانية السلطة السياسية في إسبانيا في إسبانيا بعد سقوط الملك ألفونسو الثالث عشر وإعلان الجمهورية في 14 أبريل 1931 حتى الموافقة على دستور 1931 في 9 ديسمبر 1931. وتشكيل أول حكومة عادية في 15 ديسمبر، واستمرت حتى 15 أكتوبر 1931 حيث ترأسها نيسيتو ألكالا زامورا، وبعد استقالته بسبب الصياغة التي أعطيت للمادة 26 من الدستور التي تناولت المسألة الدينية، خلفه مانويل أثانيا لاستلام زمام الحكومة.
وفي اليوم التالي من تشكيلها نشرت صحيفة جاسيتا دي مدريد الرسمية مرسومًا نص على الوضع القانوني لتلك الحكومة، حيث كانت معاييرها عالية كي تتمكن الحكومة من فرض سلطتها حتى موافقة الكورتيس التأسيسي على الدستور الجديد للجمهورية في 9 ديسمبر 1931. وأعلنت فيه نفسها الحكومة المؤقتة أنها حكومة تتمتع بصلاحيات كاملة. في هذا النظام الأساسي كان الاعتراف بالحقوق والحريات مصحوبًا بإمكانية الحكومة تعليقها دون تدخل قضائي، «إذا كان وجود الجمهورية مهددا حسب رأي الحكومة». هذه السياسة المتناقضة توجت الجمهورية فيما يتعلق بالنظام العام بموافقة القانون التأسيسي للدفاع عن الجمهورية المؤرخ 21 أكتوبر 1931. وهذا القانون الذي كان ساري المفعول حتى أغسطس 1933 منح الحكومة المؤقتة أداة استثناء من محاسبة القضاء للعمل ضد الذين ارتكبوا أعمال عدوانية ضد الجمهورية.

### المسألة الإقليمية
كانت المشكلة الأكثر إلحاحًا التي واجهتها الحكومة المؤقتة هو إعلان فرانسيسك ماسيا من برشلونة عن «الجمهورية الكاتالونية» يوم 14 أبريل. وبعدها بثلاثة أيام التقى ثلاثة وزراء من الحكومة المؤقتة في برشلونة بفرنسيسك ماسيا، حيث توصلوا إلى اتفاق تنازل فيه يسار كتالونيا الجمهوري عن الجمهورية الكاتالونية مقابل التزام الحكومة المؤقتة بتقديم النظام الأساسي للحكم الذاتي الذي وافقت عليه جمعية البلديات الكاتالونية، والاعتراف بالحكومة الكاتالونية التي لم تعد تسمى مجلس حكومة الجمهورية الكاتالونية ليكون اسمها حكومة كتالونيا (بالإسبانية:  Gobierno de la Generalitat de Cataluña)‏ وبذلك تستعيد الإمارة امتيازاتها العريقة التي ألغاها فيليب الخامس في مراسيم نويفا بلانتا سنة 1714.

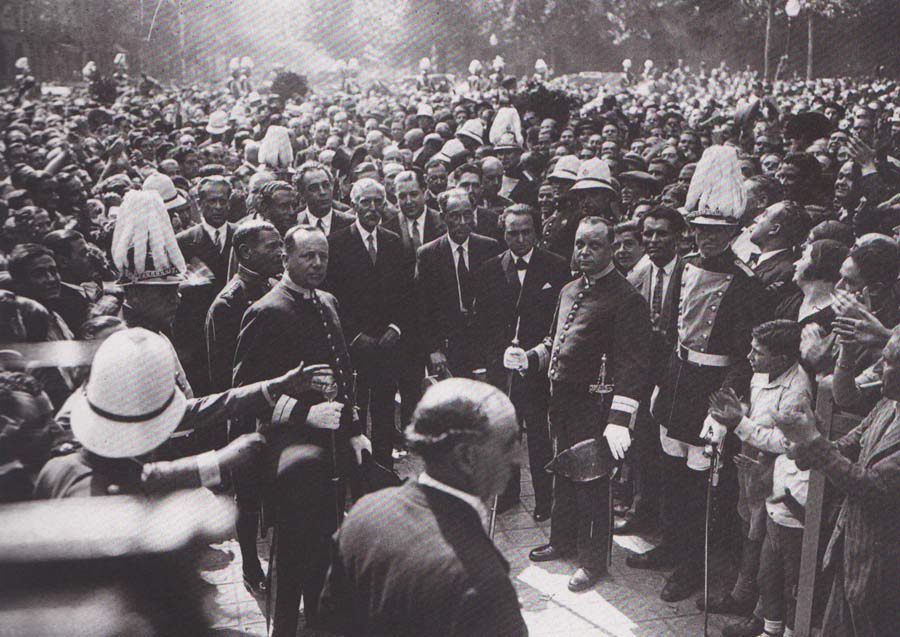
تكريم لرافاييل كازانوفا سنة 1931 برئاسة فرانسيسك ماسيا رئيس حكومة كتالونيا.

وفي استفتاء جرى يوم 3 أغسطس وافق شعب كاتالونيا بأغلبية ساحقة المصادقة على مشروع النظام الأساسي لكاتالونيا [الإنجليزية] والذي سمى «بقانون نوريا». لكن النظام الأساسي تجاوز السلطة وصلاحيات المشروع واستجاب للنموذج الفدرالي للدولة إلى ماتمت الموافقة عليه في دستور 1931، رغم أنها اشترطت المناقشات البرلمانية حول «الدولة المتكاملة» التي تمت الموافقة عليها أخيرًا.
بدأت المطالبة بحكم ذاتي في إقليم الباسك بنفس الوقت تقريبًا مع مشروع كاتالونيا. وكان الاقتراح الأول عبارة عن مبادرة من رؤساء البلديات في الحزب القومي الباسكي والتي طلبت من جمعية دراسات الباسك (SEV) أوائل مايو بصياغة مسودة أولية للنظام الأساسي استند إلى إعادة امتيازات الباسكالتي ألغيت بموجب قانون 1839. قدم وفد من رؤساء البلديات مشروع النظام الأساسي لإستيلا في 22 سبتمبر 1931 إلى الكورتيس التأسيسي. ولكن لم يؤخذ بالاعتبار لأنه كان مخالف وبوضوح للدستور الذي تمت الموافقة عليه، بسبب المفهوم الفيدرالي وإن المشروع هو إعلان اعتراف بدولة الباسك (التي يمكن أن تتفاوض مع الكرسي الرسولي) بالإضافة إلى إعلانها الطائفي بعدم اعترافها بالحقوق السياسية الكاملة للمهاجرين الإسبان الذين تقل سكناهم في الباسك عن عشر سنوات.

### المسألة الدينية
كانت القرارات الأولى للحكومة المؤقتة بشأن علمنة الدولة معتدلة للغاية. أعلنت المادة 3 من النظام القانوني للحكومة المؤقتة عن حرية الدين،
ووافقت الحكومة في تطبيق هذا القرار في الأسابيع الثلاثة التالية على بعض إجراءات العلمنة، مثل مرسوم 6 مايو الذي أعلن فيه أن التعليم الديني طوعي. حافظ الكاردينال رئيس أساقفة طراغونة فرنسيسكو فيدال إلى جانب المبعوث البابوي العضو الآخر في التسلسل الهرمي الكنسي بتجسيد الموقف التوفيقي تجاه الجمهورية، إلا أن هناك قطاع كبير من الأسقفية لم يكن مستعدًا للتسوية مع الجمهورية التي اعتبروها عارًا. وتزعم تلك المجموعة الكاردينال ورئيس أساقفة توليدو بيدرو سيغورا، الذي نشر خطبة رعوية تناول فيها الوضع الإسباني بلهجة كارثية، قدم شكرًا ممتنًا للنظام الملكي والعاهل المنحل ألفونسو الثالث عشر. الذي عرف طوال فترة حكمه كيفية الحفاظ على التقليد القديم المتمثل في الإيمان والتقوى. وفسر الصحفيون الجمهوريون تلك الرعوية على أنها إعلانًا للحرب، مما زاد من مشاعر معاداة رجال الدين لدى العديد من المواطنين. قدمت الحكومة المؤقتة مذكرة احتجاج هادئ وقوي إلى السفير البابوي وطلبت إزاحته من منصبه.

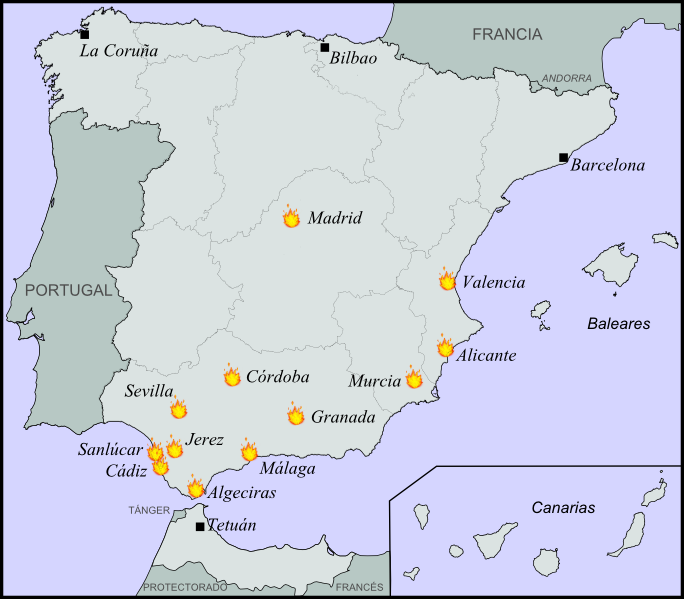
المدن الإسبانية التي جرت فيها حرق الأديرة.

بعد عشرة أيام جرت الأحداث المعروفة باسم حرق الأديرة التي تسببت في وقوع الحوادث وقعت يوم الأحد 10 مايو عند افتتاح الدائرة الملكية المستقلة في مدريد، والتي انتشرت خلالها الشائعات في جميع أنحاء مدينة أن سائق سيارة أجرة جمهوري قد قتل على يد الملكيين. تجمع حشد في مقر صحيفة ABC الملكية، حيث اضطر الحرس المدني إلى التدخل، فأطلق النار على أولئك الذين حاولوا الاعتداء وحرق المبنى مما تسبب في عدة إصابات وحالتي وفاة أحدهما طفل. وعندما كانت الحكومة مجتمعة في الساعات الأولى من صباح الاثنين 11 مايو وصلت إليها أخبار باحتراق بيت المعلمين اليسوعيين. فحاول وزير الداخلية ميغيل مورا مرة أخرى انزال الحرس المدني إلى الشارع لاستعادة النظام، لكنه كما الليلة السابقة لقي معارضة من بقية مجلس الوزراء وخاصة مانويل أثانيا، الذي قال -بحسب مورا- أن كل أديرة مدريد لا تستحق حياة جمهوري وهدد بالاستقالة إذا كان هناك جريح واحد في مدريد لهذا الغباء.
سمح تقاعس الحكومة للمتمردين بحرق أكثر من عشرة مباني دينية. وأخيرًا في فترة مابعد الظهر أعلنت الحكومة حالة الطوارئ في مدريد وماأن احتلت القوات العاصمة حتى توقفت الحرائق. في اليوم التالي الثلاثاء 12 مايو استعادت مدريد وضعها الطبيعي، ولكن استمرت حرق الأديرة والمباني الدينية إلى مدن أخرى في شرق وجنوب شبه الجزيرة (وقعت الأحداث الأكثر خطورة في ملقة). وفي تلك المدن وعلى العكس من مدريد تصرف الحكام المدنيون ورؤساء البلديات بالقوة، حيث لم تكن هناك حرائق.
اقتصر رد فعل الحكومة على حرق الأديرة بأن أمرت بتعليق نشر الجريدة الكاثوليكية El Debate والملكية ABC. ووافقت الحكومة حتى على طرد اليسوعيين، على الرغم من أن هذا الإجراء لم يتم، ولكن بالخلاصة تم طرد الأسقف الأصولي فيتوريا ماتيو موغيكا من إسبانيا في 17 مايو، لرفضه تعليق الرحلة الرعوية التي خطط لها القيام بها إلى بلباو، حيث كانت الحكومة تخشى من وقوع حوادث بين الكارليين والقوميين الباسك الذين شاركوا معارضتهم للجمهورية ودفاعهم عن رجال الدين وبين الجمهوريين والاشتراكيين المناهضين لرجال الدين. كما وافقت الحكومة المؤقتة أيضا على بعض التدابير الرامية إلى ضمان الفصل بين الكنيسة والدولة دون انتظار موافقة الكورتيس التأسيسي، مثل أمرها بإزالة الصلبان من الفصول الدراسية حيث كان هناك طلاب لم يتلقوا التعليم الديني.
في رد فعل معتدل نوعا ما على حرائق الكنائس انتقدت الكنيسة الكاثوليكية التواصل العلماني، لكن رد الفعل الأكثر تطرفًا جاء من الكاردينال سيغورا في 3 يونيو من روما، حيث نشر منذ 12 مايو خطابا رعويًا جمع فيه الانطباع المؤلم جدًا الذي أحدثته بعض التصرفات الحكومية. وعندما عاد الكاردينال سيغورا يوم 11 يونيو فجأة إلى إسبانيا، قُبض عليه بأمر من الحكومة وطُرد من البلاد.
بعد ذلك بشهرين، ظهرت حادثة جديدة عكست العلاقات بين الجمهورية والكنيسة وكان الكاردينال سيغورا هو بطل الرواية مرة أخرى. ففي 17 أغسطس ومن بين الوثائق التي تم الاستيلاء عليها من أسقف فيتوريا خوستو إيشغورين الذي اعتقلته الشرطة قبلها بثلاثة أيام على الحدود الإسبانية الفرنسية، وُجِد منشور للكاردينال سيغورا به تعليمات لجميع الأبرشيات التي يحكمها أن يقوم الأساقفة ببيع القطع الكنسية في حالة الضرورة. "ولكن الأخطر من ذلك أن هذا المنشور مرفق به رأي المحامي رافائيل مارتن لازارو الذي وقعه في الثامن من مايو، والذي نصح فيه ببيع الكنيسة ممتلكاتها إلى المدنية وإيداع الممتلكات المنقولة في أوراق دين أجنبية، بمعنى أنها دعوة لهروب رأس المال، وكان هذا لتجنب المصادرة المحتملة للدولة. فجاء رد الحكومة المؤقتة فوري، ولاستبعاد تمزيق العلاقات الدبلوماسية مع الكرسي الرسولي، تم نشر مرسوم في 20 أغسطس علقت فيه جميع صلاحيات البيع ونقل ملكية الممتلكات وحقوق جميع أنواع الكنيسة الكاثوليكية والجماعات الدينية المرتبطة بها.

### المسألة العسكرية

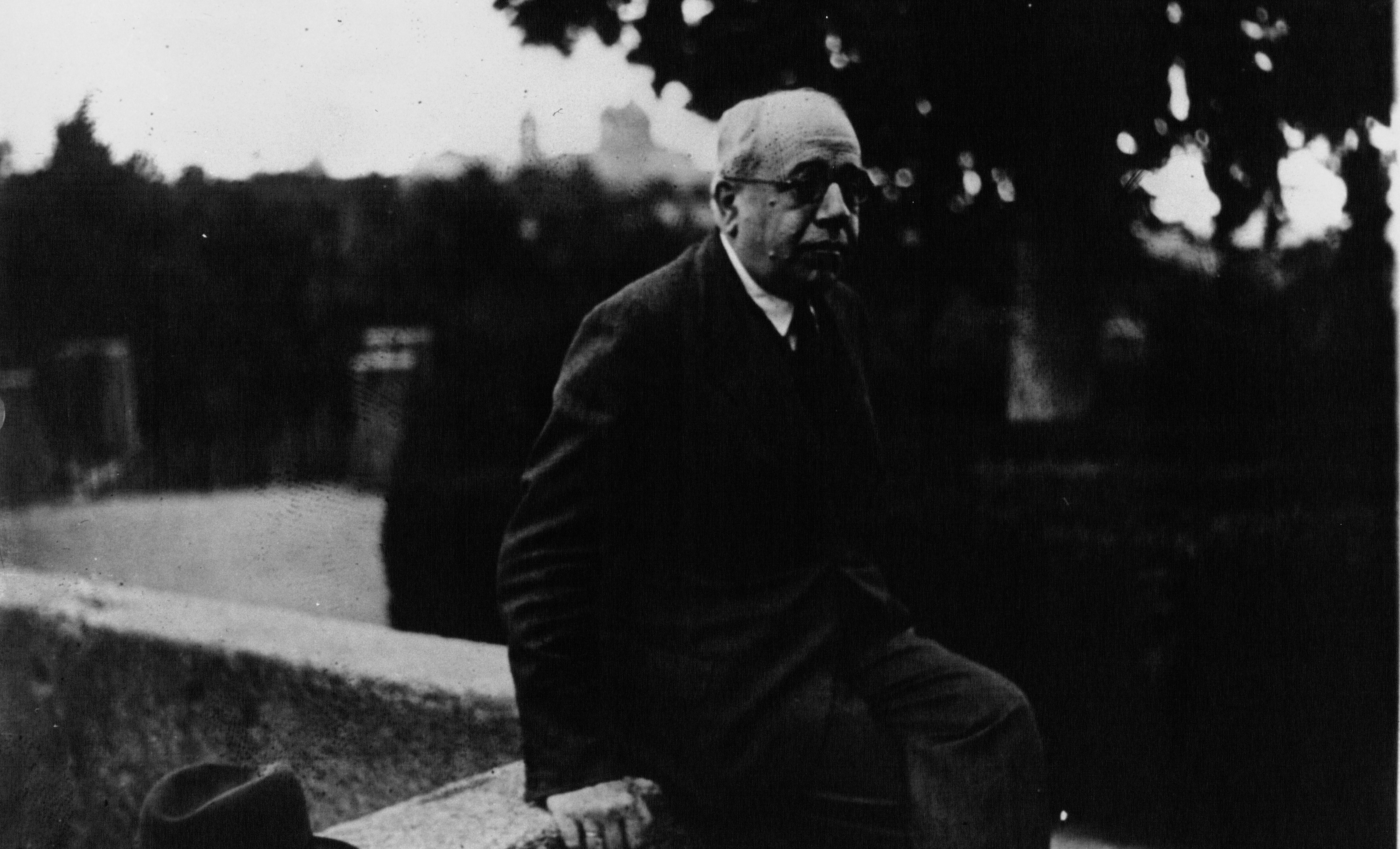
مانويل أثانيا سنة 1932.

شرع وزير الحربية مانويل آثانيا في إصلاحه العسكري بتحقيق هدفين: تقليل العدد المفرط للضباط، وهي الخطوة الأولى لتحديث الجيش، ووضع حد لسلطة الجيش الذاتية ووضعهم تحت سلطة مدنية.31 فيما يتعلق بالقرار الأول، تمت الموافقة على مرسوم 25 أبريل 1931 بالتقاعد الاستثنائي للضباط والذي استفاد حوالي 9000 من القادة (بما في ذلك 84 جنرالا) من هذا الامتياز، أي حوالي 40٪ من الضباط (حدثت أعلى نسبة من المتسربين في الصفوف العليا) - ومن بقي اضطروا إلى أن يقسموا بولائهم للجمهورية- بفضل هذا التخفيض في عدد الجنرالات والقادة والضباط تمكن أثانيا من إعادة تنظيم الجيش. وهناك أيضا قضية أخرى عالجها أثانيا وهي قضية الترقيات المثيرة للجدل، بحيث سن مراسيم في شهري مايو ويونيو فألغى العديد من تلك الترقيات التي أصدرت خلال الديكتاتورية بسبب مزايا الحرب، مما يعني أن حوالي 300 عسكري فقدوا ترقية أو ترقيتين، فعانت العديد من الرتب من انتكاسة قوية، كما في حالة الجنرال فرانسيسكو فرانكو (وضباط آخرين مثل فاريلا وغوديد).
أما بالنسبة للهدف الثاني: جعل الحياة السياسية أكثر مدنية بإنهاء التدخل العسكري وإعادة الجيش إلى ثكناتهم، والذي كان من معالمه الأساسية إلغاء قانون الاختصاص القضائي لسنة 1906 وهو الهدف التالي الذي كان أول قرار اتخذه أثانيا بعد ثلاثة أيام فقط من توليه منصب وزير الحرب. ومع ذلك فإن إلغاء قانون الاختصاص القضائي لم يلغى تماما خلال الجمهورية، حيث استخدم قانون الاختصاص القضائي العسكري على المدنيين للحفاظ على النظام العام دون الحاجة إلى تعليق الضمانات الدستورية أو إعلان حالة طوارئ، وبالتالي استمر في تطبيقه على تصرفات الحرس المدني وقوات الأمن العسكرية الأخرى مثل حرس الحدود المسماة كارابينيرو والمدنيين الذين انتقدوهم أو قاوموهم. وأنشئت الغرفة السادسة للقضاء العسكري في المحكمة العليا (التي تولت صلاحيات المجلس الأعلى للحرب والبحرية) مكونة من أربعة قضاة عسكريين ومدنيين اثنين فقط. نظرًا لغالبية العسكريين، حلت هذه المحكمة في المحكمة العليا تنازع الاختصاص بين المحاكم العادية والمحاكم العسكرية لصالح الأخيرة.
تعرض إصلاح أثانيا العسكري لمعارك قاسية من قطاعات من الضباط، ومن بعض الوسائل السياسية المحافظة بالإضافة إلى أجهزة الصحافة العسكرية والمراسلات العسكرية للجيش والبحرية. حيث اتُهِم أثانيا بأنه أراد سحق الجيش. وتعرض إلغاء ترقيات مزايا الحرب لهجوم خاص لأنه وفقًا للجنرال إميليو مولا:«بهذه الطريقة فهم محظوظون أولئك الذين لا يذهبون إلى الحرب أو الذين يحتلون منصبًا لا توجد فيه صافرة للرصاص». وبذا أضحى أثانيا الوحش الأسود الحقيقي للعديد من الجنود.

### مسألة الإصلاح الزراعي
ظهرت إحدى أكثر المشاكل إلحاحًا في ربيع 1931 التي اجبرت الحكومة المؤقتة إلى الإسراع بحلها، وهو الوضع الخطير ومعاناة العمال اليومية خاصة في الأندلس وإكستريمادورا، حيث تخطى عددهم في الشتاء الماضي 100,000 عاطل عن العمل، وأدت التجاوزات في توظيفهم وأجورهم المنخفضة إلى إبقائهم في حالة من البؤس. لتخفيف معاناة العمال في جنوب إسبانيا، وافقت الحكومة المؤقتة بناءً على اقتراح وزير العمل لارجو كاباليرو وهي سبعة مراسيم زراعية، فكان لها تأثير هائل، لاسيما مرسوم شروط البلدية الصادر في 20 أبريل 1931 الذي أتاح للنقابات سيطرة أكبر على سوق العمل، من خلال منع توظيف العمال اليومية من خارج البلدة حتى حصولهم على وظائف من بلدتهم، أيضًا مرسوم لهيئات المحلفين المختلطة بتاريخ 7 مايو، والذي تم بموجبه إنشاء كيانات مشكلة ديمقراطيا للمكونات الزراعية المختلفة، ودمجها في (6 أرباب عمل و6 عمال وسكرتير واحد تعينه وزارة العمل) لتنظيم ظروف العمل في هذا المجال. بفضل تلك المراسيم شهدت أجور العمل الزراعي زيادات كبيرة من 3,5 بيسيتا إلى 5 بيزيتا يوميا.
واجه لارغو كاباليرو عند تطبيق قوانين الزراعة الجديد معارضة قوية من أصحابها الذين اعتمدوا على المجالس البلدية ذات التوجه الملكي وإلى اللجوء إلى الحرس المدني لمواجهة ممثلي وكوادر الاتحاد الوطني للعمال الأرض (FNTT) لـ UGT وبيوت الشعب الاشتراكية، والتي كانت بمثابة مقر للعمال المنظمين إليها من مختلف المناطق. وهكذا فقد أثارت الأسابيع الأولى من عمر الجمهورية حتما أجواء معينة من حرب الطبقات في البلدات والقرى.

### أزمة الحكومة المؤقتة وصعود مانويل أثانيا
ناقش البرلمان في أكتوبر 1931 قضية من أكثر القضايا إثارة للجدل في دستورها المستقبلي، ألا وهي مسألة الدين. فقد كان تدخل مانويل أثانيا وزير خارجية الحكومة المؤقتة وزعيم الحزب العمل الجمهوري الصغير في 13 مارس حاسما بالنسبة للقوى السياسية داخل التحالف الجمهوري الاشتراكي الذي فاز في انتخابات يونيو التأسيسية للتوصل إلى اتفاق أكثر اعتدالا بشأن المسألة الدينية كما اقترحته الورقة في البداية.
ومع ذلك لم تحظ الصيغة النهائية للمادة 26 من الدستور بتأييد الأعضاء الكاثوليكيين في الحكومة المؤقتة وهما نيكيتو الكالا زامورا وميغيل مورا، وذلك بسبب الاستمرار في منع الجماعات الدينية من التدريس. لذا فقد قدم كلاهما استقالتهما في 14 أكتوبر.
اجتمعت الحكومة المؤقتة في نفس اليوم في تمام الساعة 2 من بعد الظهر لحل الأزمة الخطيرة الناجمة عن استقالة رئيسها. لم يكن الاشتراكيون مستعدين لتولي منصب الرئاسة، لذلك لم يكن هناك خيار سوى الاختيار بين أليخاندرو ليروكس، الزعيم المخضرم للحزب الجمهوري الراديكالي أو الجماعة الجمهورية التي كان لها عدد أكبر من النواب، وبين مانويل أثانيا زعيم الحركة الجمهورية، وهي جماعة ذات تمثيل برلماني أقل. إلا أن ليروكس تفدم بنفسه مقترحا أن يكون أثانيا رئيسًا للحكومة، فوافق عليه أعضاء مجلس الوزراء فورا بالتزكية. وكان الإجماع السريع الذي تم التوصل إليه في الحكومة المؤقتة لتعيين أثانيا مستحقًا أنه كان العضو الوحيد الذي حصل على دعم بقية الوزراء.
في الواقع كان السبب الحقيقي وراء اقتراح ليروكس لأثانيا هو اعتقاده بأنه حل مؤقت وأن حكومته لن تدوم طويلًا - كتب أثانيا نفسه في مذكراته: «أنا مثل رجل متهم في انتظار وضعه في ضريح صغير» - وبعد ذلك لن يكون هناك بديل سوى تشكيل حكومة من شأنها أن تدعو إلى انتخابات للحصول على أغلبية واسعة في الكورتيس «باستخدام وسائل التأثير غير المشروعة المتاحة للسلطات». كان ذلك وفقًا للزعيم الراديكالي دييغو مارتينيز باريو «رغبة ليروكس السرية» ليروكس. وقد استوعبها بعض الأعضاء في الحكومة. ووفقًا لسانتوس خوليا: أنه كان تعيينًا مؤقتًا، بحيث سيعود أثانيا زعيم لحزب الأقلية إلى المكان الثانوي الذي يستمد منه قوته عندما صدر الدستور وانتخب أول رئيس للجمهورية.
ولكن من المثير للدهشة أن الشخص الذي تم اختياره كان أثانيا بسبب محدودية خبرته السياسية بالمقارنة مع أليخاندرو ليروكس. وفقًا للمؤرخ البريطاني نايجل تاونسون، بالإضافة إلى القيادة التي أظهرها أزانيا حيث طرد ليروكس من الرئاسة ليكون قادرًا على الحفاظ على وحدة الائتلاف الجمهوري الاشتراكي على الأقل حتى الدستور. كان هذا بسبب حقيقة أن حزب العمل الجمهوري هو الوحيد الذي تمتع بعلاقات جيدة مع الاشتراكيين والمتشددين منهم من جهة، ومع الراديكاليين من جهة أخرى، كان بمثابة عمود مفصلي في مجلس الوزراء. وكانت له ميزة إضافية أمام الاشتراكيين وهي قيادته لحزب صغير لا يؤثر وجوده من توزيع الأدوار داخل الأغلبية الحاكمة.

### حكومة أثانيا الأولى (أكتوبر-ديسمبر 1931)

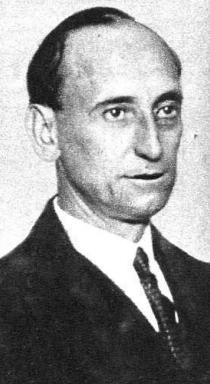
سانتياغو كاساريس كيروغا الذي حل محل ميغيل مورا على رأس وزارة الداخلية.

رحل عن الحكومة الوزيرين الكاثوليكيين - استعيض عن وزير الداخلية ميغيل مورا بالجمهوري سانتياغو كاساريس كيروغا الذي كان وزيرا للبحرية، فانتقل منصب البحرية إلى خوسيه جيرال من العمل الجمهوري- ولكن قبل كل شيء فإن تولى مانويل أثانيا رئاسة الجمهورية يعني منعطف يساري في سياسة الحكومة المؤقتة، مما أشعل المواجهة بين الراديكاليين والاشتراكيين داخل وخارج مؤسسات الدولة، فكان الصراع واضحًا في أندلسيا وإكستريمادورا، حيث مثل الاشتراكيون العمال اليومية الذين لا يملكون أرضًا، والراديكاليين المزارعين وأصحاب النظام، وهم الأشخاص الذين تضرروا من مراسيم الوزير الاشتراكي فرانسيسكو لارجو كاباليرو الزراعية وغضبهم من الانتهاكات المزعومة لسلطة الحكومات الاشتراكية المحلية. ولكن أيضًا في المدن التي كان فيها الراديكاليون مدعومين من التجار والصناعيين والمنتجين... الخائفون" من قوة النقابات المتنامية. اتهمت صحيفة الحزب الاشتراكي الرسمية (El Socialista) ليروكس بارتباطه مع اليمين المناهض للجمهورية، وهو ماشجبه الزعيم الراديكالي وأسماه بالخبيث .
تدهورت العلاقات بين حزب ليروكس الراديكالي وحزب أثانيا لأن الأثانيين خلال النقاش الدستوري غالبًا ماكانوا يصوتون مع الاشتراكيين والاشتراكيين المتشددين ولم يدعموا مقترحات حزب ليروكس. وعلى سبيل المثال:"أثناء النقاش حول غرفة أحادية أو ثنائية للبرلمان، حيث دافع الراديكاليون عن برلمان من مجلسين مؤلف من الكونغرس ومجلس الشيوخ. في حين اقترح الأثانيون بالاشتراك مع الاشتراكيين برلمانًا واحدًا، وهو ماتم تبنيه أخيرًا. والأخطر من ذلك هو المواجهة التي أثيرت خلال النقاش حول الإجراء الانتخابي لرئيس الجمهورية، والذي صوت فيه حزب العمل مرة أخرى مع الاشتراكيين والاشتراكيين المتشددين ضد اقتراح الراديكالين، مما أغضبهم ذلك. وكتب أثانيا في مذكراته:" يقولون إن العمل الجمهوري هو حبيبهم ولكنهم لم يكونوا صادقين".

## سنتي الاشتراكية الأثانية (ديسمبر 1931 - سبتمبر 1933)

### تشكيل حكومة أثانيا الثانية
أقر البرلمان التأسيسي الدستور الجديد يوم 9 ديسمبر 1931. وعلى الفور تم انتخاب رئيس الجمهورية، حيث أنها كانت المرة الأولى التي تنبثق الموافقة مباشرة من البرلمان التأسيسي نفسه - في البرلمانات التالية يكون اختيار رئيس الدولة من قبل هيئة برلمانية تتألف من نواب ولجان من الذين تم تعيينهم حسب الانتخابات العامة. المرشح الأول الذي تم التفكير فيه هو أليخاندرو ليروكس، أكثر القادة المخضرمين في الجمهورية الإسبانية، ولكنه ابتعد محققا «تقاعدًا رائعًا» على حد تعبير اثانيا. وكان ليروكس صرح في يوليو الماضي بأنه لن يقبل أن يكون رئيسًا للجمهورية والسبب:«يجب أن أكون مستقلا وأنا لست كذلك». بالإضافة إلى ذلك كان ليروكس مقتنعًا بأنه إذا تولى مهام منصبه فإن حزبه الجمهوري الراديكالي سيتحلل -في الواقع انتشرت الشائعات بأن حوالي عشرين نائبًا كانوا على استعداد للانتقال إلى حزب أثانيا- وبأي حال كان طموح ليروكس السياسي هو شغل منصب رئاسة الحكومة، وليس منصب رئاسة الجمهورية.
وافقت الحكومة المؤقتة على دعم رئيسها السابق نيكيتو الكالا زامورا متجاهلة ليروكس، على الرغم من المعارضة القوية التي أبداها زامورا بشأن حل مسألة الدين في الدستور والتي دفعته إلى الاستقالة، وأنه قاوم في البداية إلا أنه بالآخر قبل الاقتراح، وفي 10 ديسمبر بعد يوم من الموافقة على الدستور زكى الكورتيس زامورا ليكون أول رئيس للجمهورية الإسبانية الثانية. ووفقًا لمانويل أثانيا فإن غالبية النواب الذين صوتوا لصالحه فعلوا ذلك باشنئزاز ودون حماس لأنهم كانوا يشككون في محافظته وأنه لم يتخل عن خطته لمراجعة الدستور في مسألة الدين، إلى جانب كونه سياسي لن يتوقع أن يلعب دورًا مؤسسيًا فقط ويتدخل في الشؤون الحكومية. على العكس من ذلك، فإن انتخاب ألكالا زامورا كانت له ميزة أنه يمكن أن يجذب الكاثوليك والملكيين إلى الجمهورية الجديدة، على الرغم من أن المؤرخ خافيير توسيل لايقدّر ذلك بهذه الطريقة، لأن انتخاب ألكالا زامورا حسب قوله قد قلل من إمكانيات اليمين الجمهوري، عندما صعد إلى دور المعتدل.

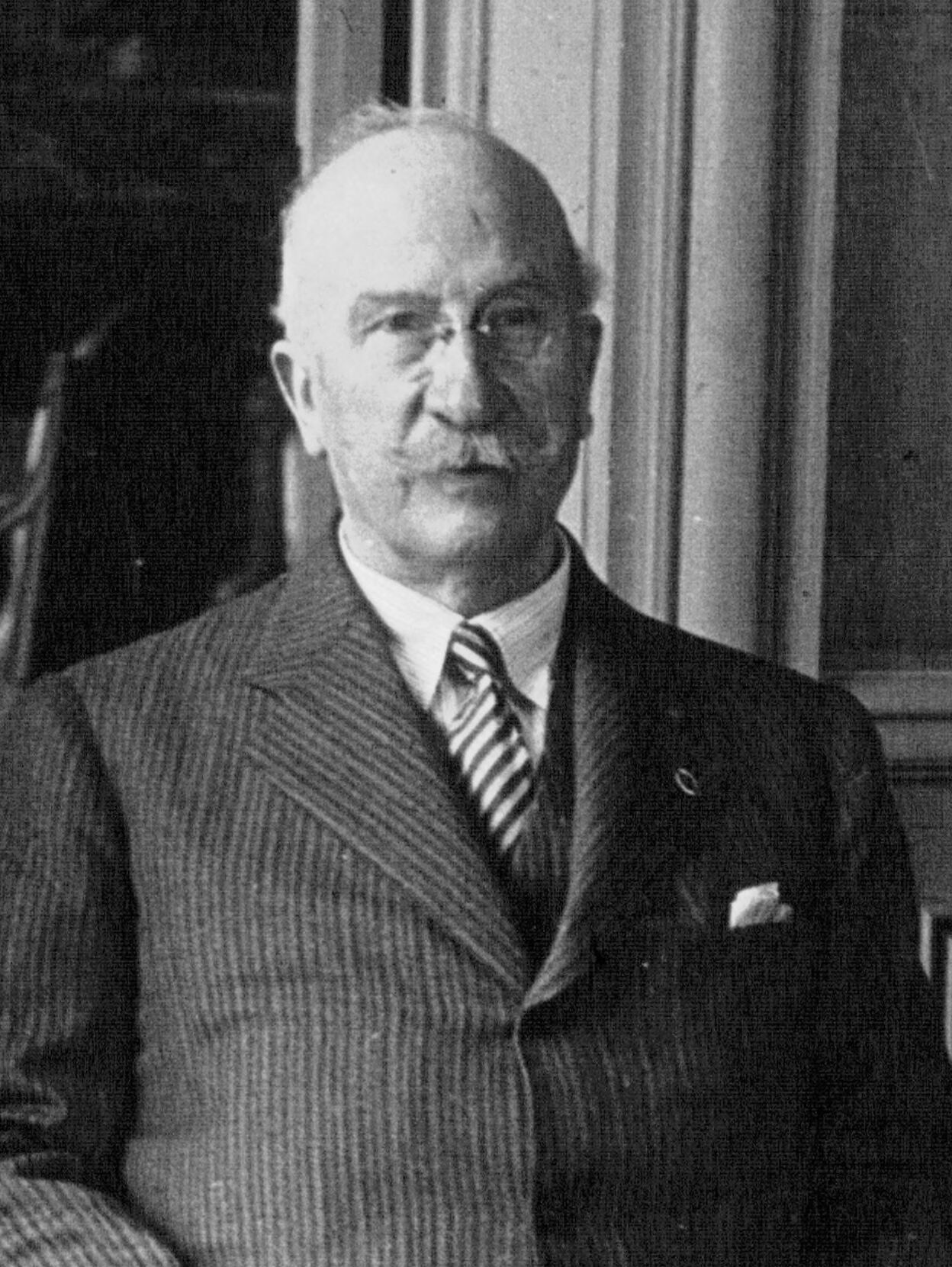
أليخاندرو ليروكس زعيم الحزب الجمهوري الراديكالي، الذي رفض في ديسمبر عام 1931 المشاركة في حكومة أثانيا الجديدة إذا استمر الاشتراكيون فيها.

قبل نهاية النقاش الدستوري، كانت الأحزاب التي ساندت الحكومة قد قررت بالفعل أن تستمر بعد الموافقة على الدستور لتطوير تشريعاتها التكميلية، بحيث لم ترد حل البرلمان التأسيسي أو الدعوة إلى انتخابات جديدة، ولكن هذا يجعله مجرد برلمان عادي. قدم أثانيا استقالته إلى رئيس الجمهورية يوم السبت 12 باتباع الإجراءات المنصوص عليها في الدستور الجديد، وبعد مشاورات إلزامية مع الزعماء السياسيين - صرح ليروكس مرة أخرى بأنه لا يريد أن يكون رئيسًا للحكومة لأن التعيين لم يكن مصحوبًا بمرسوم الحل كما قال للصحفيين - عهد إلى أثانيا تشكيل حكومة جديدة، وهي الأولى العادية للجمهورية الثانية.
اتصل أثانيا بالأحزاب السياسية التي كانت جزءًا من حكومته السابقة، وعبروا جميعهه عن رغبتهم في الاستمرار معه، على الرغم من قبول الاشتراكيين بعد نقاش ساخن حول ماإذا كان ينبغي أن تبقى PSOE في السلطة أم لا. كانت فكرة أثانيا هو بقاء ثلاثة وزراء اشتراكيين في الحكومة الجديدة وهو نفس التشكيلة السابقة. ثم زار ليروكس في المرة التالية، فأبلغه الزعيم الراديكالي أنه لن يكون هو ولا حزبه جزءًا من الحكومة القادمة. وسبب ذلك هو استمرار وجود الاشتراكيين في الحكومة. وهو ماأوضحه أنه كان موافقا من حيث المبدأ، وعندما قرر الاشتراكيون البقاء قال لا. وفقًا لنيجل تاونسون:«كان ليروكس والراديكاليون سيشاركون بالحكومة إن كانت الحكومة جمهورية حصرا، لأنهم سيتمتعون بنفوذ أكبر من ذي قبل في الحكومة وعلى الأخص عند حل الكورتيس والدعوة للانتخابات.». وشاركه سانتوس خوليا الرأي: أن ليروكس قال لأثانيا:«إما أنا أو الاشتراكيون».
عندما قرر أثانيا تشكيل حكومة مع الاشتراكيين -حتى بعد استبعاد الراديكاليين- كان متفقًا مع المشروع السياسي الذي دافع عنه منذ انقلاب بريمو دي ريفيرا سنة 1923. ومقتنعا بأن الديمقراطية لن تتوطد بدعم الطبقات الوسطى فقط، لذلك من الضروري جذب الطبقات العاملة. فاستبعد الأناركية النقابية لأن أيديولوجيتهم تتناقض مع وجود الدولة، وكان ضروريا حث الاشتراكيين على المشاركة في المؤسسات الديمقراطية كما يحدث في البلدان الأوروبية الأخرى وإن كانت بحظوظ متفاوتة. لأنه من الصعب للغاية تطبيق برنامج الإصلاح الذي في ذهنه مع اشتراكيين من خارج الحكومة.
وسبب قرار أثانيا بحسب نايجل تاونسون يرجع إلى اليسار الجمهوري:«لقد كرهوا ليروكس وحزبه. وبالنسبة لهم يمثل الراديكاليون بقايا فاسدة وسوء أخلاق الجمهورية التاريخية». وكذلك رفض شركاؤهم الاشتراكيون وجودهم، لأنهم اعتبروهم قوة برجوازية متحالفة مع العناصر الرجعية والكنسية. في هذا أخطأ الاشتراكيون -وفقًا لنايجل تاونسون- لأن الحزب الجمهوري الراديكالي لم يكن حزبًا معاديًا للإصلاح ولعب دورا للمساهمة التكميلية قيمة في الجمهورية منعت اليمين المناهض للجمهورية من الاستيلاء عليها. وبذلك من خلال تهميش الراديكاليين والقطاعات الاجتماعية التي يمثلونها حيث كان الكثير منهم مثل أرباب العمل على استعداد للتعاون مع النظام الجديد، عرّض الاشتراكيون بشكل خاص واليسار بشكل عام النظام للخطر من أجل الطهارة الأيديولوجية.

### برنامج الحكومة السياسي
بتاريخ 15 ديسمبر 1931 قدّم مانويل أثانيا حكومته الثانية، المؤلفة حصريًا من الاشتراكيون واليسار الجمهوري (العمل الجمهوري والحزب الجمهوري الراديكالي الاشتراكي (PRRS) وORGA ويسار كتالونيا الجمهوري) على استعداد لتطوير برنامج واسع من الإصلاحات التي تسعى إلى تغيير المعايير التي كانت موجودة في مجتمع الحقبة الملكية السابقة. وشرحها المؤرخ خوليو أروستيغي بالتالي:"بناء هيكل الدولة وتنفيذ الديمقراطية للأحزاب الإقليمية ومناطق الحكم الذاتي المنصوص عليها في الدستور. تعديل نظام حيازة الأراضي مع قوانين الإصلاح الزراعي [وتغيير إطار علاقات العمل سواء في الزراعة أو في الصناعة والخدمات]. انعاش القوى العلمانية للهيمنة الإيديولوجية، وهو ما يفسر محاولة الإصلاح الكنسي والتعليمي الكامل. تحويل الجهاز العسكري إلى أداة حديثة وبسيطة وخاضعة لسيطرة الدولة متخلية عن الحرب دستوريًا، بعيدًا عن الأكاذيب السياسية مثل تلك التي أدت إلى الديكتاتورية في عشرينيات القرن الماضي. " وفقًا للمؤرخ خافيير توسيل:"أعطت الحكومة الأولوية للمسألة الدينية، فعلى الرغم من أن فترة الجمهوريين الأولى كانت إصلاحية اجتماعيًا إلا أنها كانت أكثر معاداة لرجال الدين."
واجهت حزمة الإصلاحات الواسعة مقاومة كبيرة من المجموعات الاجتماعية والشركات التي حاولت الإصلاحات ازاحتهم عن مواقعهم المكتسبة: ملاك الأراضي وكبار رجال الأعمال والممولين والتجار والكنيسة الكاثوليكية والجماعات الدينية، وأصحاب الفكر الكاثوليكي والفكر الملكي والجيش الأفريقي. وهناك أيضًا مقاومة للإصلاح الجمهوري من الجهة المعاكسة: الثوريون المتطرفون الذين تقودهم المنظمات الأناركية (CNT وFAI) وفصيل الاشتراكيين المرتبط باتحاد العمال العام. حيث مثلت لهم الجمهورية بالنظام البرجوازي (بقليل من الاختلافات مع الأنظمة السياسية السابقة والدكتاتورية والملكية) التي كان لابد من تدميرها للوصول إلى الشيوعية التحررية وفقًا للأولى أو الاشتراكية وفقًا للتالية.
لم تكن البلاد عند وصول اليسار في أفضل أحواله. فالكساد الاقتصادي قد ابتليت به أوروبا والولايات المتحدة، رغم أنه في إسبانيا كان أقل عنفا، إلا أنه أثر على البناء والصناعات التكميلية الصغيرة. ونتيجة لذلك ازدادت البطالة في المدن، فارتفعت معها البطالة المقنعة في الريف بصورة غير مباشرة، حيث لم يعد بإمكان العمال اليومية الهجرة إلى المدن لقلة العمل فيها. فنما شعور للموظفين بعدم الأمان. بالإضافة إلى ذلك تزامنت الأزمة الاقتصادية مع توقعات هائلة بتحسين الحياة التي أضاءها تغيير النظام السياسي داخل القطاعات الشعبية من العمال والفلاحين قبل أن يتاح للجمهورية وقت لإقامة ونشر ثقافة السياسة الديمقراطية. في ظل ظروف الأزمة الاقتصادية والتوقعات الشعبية المتزايدة بدأ التحالف الجمهوري-الاشتراكي في الحكم.

### إصلاح لارغو كاباليرو للعمل-الاشتراكي

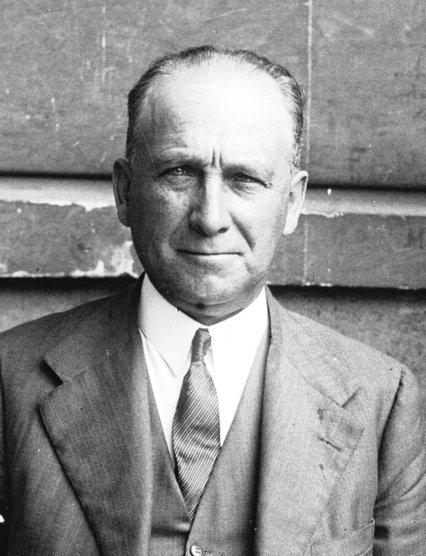
فرانسيسكو لارغو كاباليرو

تمت الموافقة على الجزء الأكبر من الإصلاحات في هذا المجال قبل تشكيل حكومة أثانيا الثانية في ديسمبر 1931. كما تم الاتفاق على الجزئين الأساسيين من المشروع بناءً على اقتراح وزير العمل الاشتراكي فرانسيسكو لارغو كاباليرو زعيم اتحاد العمال العام (UGT)، هما:
- قانون عقود العمل المؤرخ 21 نوفمبر 1931، الذي نظم الاتفاقات الجماعية وشروط تعليق وإنهاء العقود. كما أنشأت لأول مرة الحق في الإجازات مدفوعة الأجر (7 أيام في السنة) وحماية حق الإضراب الذي في ظل ظروف معينة لا يمكن أن يكون سبباً للفصل.[75]
- قانون هيئات المحلفين المختلطة بتاريخ 27 نوفمبر 1931، الذي وسع نظام هيئات المحلفين المختلطة (تمت الموافقة عليه في مايو للقطاع الزراعي) ليشمل الصناعة والخدمات. ومهمته الأساسية هي إصلاح التنظيم النقابوية لدكتاتورية بريمو دي ريفيرا، الذي وسع من صلاحيات اللجان المشتركة (التي ساهم فيها اتحاد العمال العام نيابة عن العمال). ولم تتغير مكوناته، ممثلو رجال الأعمال الذين انتخبتهم رابطة أرباب العمل وممثلي العمال الذين تمثلهم النقابات، بالإضافة إلى مسؤول من وزارة العمل الذي هو رئيس لجنة التحكيم المختلطة. وتتمثل مهمتها أيضًا في: التوسط في المنازعات العمالية من خلال إنشاء رأي توفيقي في كل حالة، والتي إذا رفضها أحد الطرفين يمكن لهيئة المحلفين أن تحيلها إلى مجلس العمل الأعلى الذي كان آخر هيئة وساطة.[75]

كما قدمت وزارة العمل في عهد لارجو كاباليرو دفعة كبيرة للتأمين الاجتماعي من خلال توسيع التأمين الإلزامي للعمال عند التقاعد من ثلاثة ملايين ونصف عامل إلى خمسة ملايين ونصف. أيضا بموجب مرسوم 26 مايو 1931 أنشأ تأمين الأمومة. وبموافقة قانون التأمين في أكتوبر 1932 من الحوادث في العمل ، والذي حدد مبلغ التعويض. ومع ذلك لم يتمكنوا من إنشاء نظام عام للضمان الاجتماعي، "بسبب ضيق الوقت والموارد ومقاومة أرباب العمل والعمال لزيادة رسوم العضوية."
كان الاشتراكيون يأملون في أن تؤدي جميع التدابير التي وافقوا عليها، خاصة في آليات التحكم في المنازعات العمالية والتحكيم فيها إلى تقليل الإضرابات وتحقيق سلام اجتماعي معين، لكن السلام الاجتماعي لم يحدث بسبب حدوث الركود الاقتصادي، وخاصة بسبب رفض الاتحاد الوطني للعمل (CNT) استخدام الآليات الرسمية للتوفيق، والتي حددوها مع نقابوية دكتاتورية بريمو دي ريفيرا، والتي ترجمت إلى ميل واضح إلى إضراب سياسي.
إن ما أطلقه لارجو كاباليرو من وزارة العمل كان نوعًا من نظام الشركات العمالي الذي تم فيه تعزيز موقف اتحاد العمال في التفاوض والتحكم في عقود العمل. أعطى ذلك الاتحاد الاشتراكي سيطرة معينة على عرض العمل، سلعة نادرة في وقت الكساد الاقتصادي. لهذا السبب عارضت CNT بشكل جذري قانون عقود العمل وهيئة المحلفين المختلطة وبدأت إجراءات للتحرك المباشر للحصول على وسائل أخرى لاحتكار التفاوض العمالي. بدأت على شكل تحذيرات وتهديدات، ثم في شكل الإكراه والعنف. ماكان موجود في تلك الفترة هو نموذجان لنقابات العمال: اشتراكيين ونقابات الأناركية، وهما متناقضين تقريبًا، واستمراريتهما هو وجودهم في مختلف المناطق، فإذا كان الاشتراكيون هم الغالب في مدريد وأستورياس وبلاد الباسك، فإن الأناركيون موجودون في الأندلس وفالنسيا وكاتالونيا. بالنسبة لعدد المنتسبين إليهم فقد تمكنت UGT من الوصول إلى CNT، وتجاوز كلا الاتحادين مليون منتسب لكل منهما؛ في حالة اتحاد العمال العام (UGT)، يرجع الفضل في المقام الأول إلى النمو الهائل لفرعها الزراعي، وهو الاتحاد الوطني لعمال الأراضي (FNTT)، حيث وصل إلى مستويين من أعلى المستويات النقابية في أوروبا بمعدل 40 إلى 50 عاملاً من كل 100.
أدت موافقة البرلمان لقانون الجمعيات المهنية لأصحاب العمل والعمال في منتصف 1932 إلى زيادة تهميش لاتحاد الوطني للعمل (CNT) في مجال العلاقات العمالية، لأن هذا القانون حدد التمثيل النقابي في وكالات التفاوض والوساطة العمالية الرسمية، ولأن الاشتراكيين في الحكومة وخاصة الوزير لارجو كاباليرو وهو نفسه زعيم UGT يعلمون بأن CNT لا يمكنها الموافقة على ذلك. "ساعد القانون الجديد إلى جانب الدفاع عن الجمهورية على ابعاد النزعة الأناركية عن الأساليب القانونية لمطالب العمال."
من ناحية أخرى قبل أرباب العمل في الصناعة والتجارة في البداية بهيئات المحلفين المختلطة بالاستسلام حيث لم يكن لديهم خيار سوى الاعتراف بزيادة الأجور والتحسينات في ظروف العمل التي تشكلت في هيئة المحلفين، إلا أنهم سرعان ما بدأوا في التعبئة. وهكذا في نهاية يناير 1933 في خضم أزمة سياسية حول أحداث مذبحة كاساس فايخاس، بعث الاتحاد الإسباني لأرباب العمل برسالة مفتوحة إلى أثانيا أشار فيها إلى «السرعة المذهلة» التي تم بها إصدار التشريع الاجتماعي الجديد والشكوى من هيئات المحلفين المختلطة التي كانت دائما تبرر للعمال، وذلك بفضل تصويت ممثل وزير العمل الذي ساعد بقطع الروابط. لذلك طلبوا أن يكون انتخاب رؤساء وأعضاء هيئة المحلفين المختلطة عن طريق المعارضة بدلا من تعيين الحكومة. وبعبارة مماثلة قال الاتحاد الاقتصادي الذي جمع رجال الأعمال والاقتصاديين: إن الاتجاهات «الاشتراكية» للحكومة قد خلقت أجواءً من انعدام الأمن في الصناعة ودعت إلى إجراء انتخابات جديدة. ابتدأت تلك التعبئة في اجتماع اقتصادي اجتماعي عُقد في مدريد في يوليو 1933. وهناك طُلب من الاشتراكيين في الحكومة المغادرة، وكانوا مسؤولين عن تدمير الاقتصاد بسبب ارتفاع التكاليف -زيادات في الأجور وتدخل العمال- ووقف أو تقليل عدد الإضرابات لعدم فاعليتها وضمان السلام الاجتماعي.

### قانون الإصلاح الزراعي

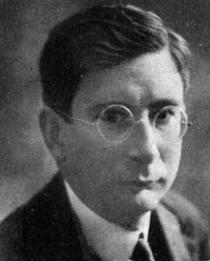
مارسيلينو دومينغو وزير الزراعة في حكومة أثانيا الثانية.

لم يتمكن مشروع قانون الإصلاح الزراعي حتى مارس 1932 من الوصول إلى الحد الأدنى من إجماع الأحزاب التي أيدت حكومة أثانيا لنقله إلى الكورتيس. وخلال عرضه قال وزير الزراعة مارسيلينو دومينغو من الحزب الجمهوري الراديكالي الاشتراكي: «إن الإصلاح الزراعي له ثلاثة أهداف رئيسية: أولاً؛ تجنب بطالة العمال في الريف [من خلال توطين عمال اليومية في الأراضي المصادرة]. ثانياً؛ توزيع الأرض [مصادرة العقارات الكبيرة «الفخمة» والأراضي الكبيرة من أيدي أصحابها الغائبين]. ثالثًا؛ تسهيل الاقتصاد الزراعي [عن طريق تقليل مسطحات مناطق زراعة الحبوب وإعادة زراعتها في أصولها القديمة في الأراضي الجماعية التي ضاعت مع مصادرات الأراضي في القرن التاسع عشر]». واحتوى الإصلاح الزراعي الذي تمت الموافقة عليه من مصادرة (مع التعويض باستثناء أراضي النبلاء وأصحاب الألقاب التي كانت كبيرة في إسبانيا بسبب تورطهم المزعوم في «سانخورخادا»، على الرغم من أن اثنين فقط من أصل 262 كان قد شاركوا بشكل مباشر) من أراضي ملاك الأراضي في إسبانيا (أندلسيا وإكستريمادورا وجنوب لامانشا ومقاطعة سالامانكا) المدرجة في الأقسام المبينة في القاعدة الخامسة من القانون، والتي نظرت في أربعة أنواع من الأراضي المصادرة: حيازات قضائية، وأراضي سيئة الزراعة، والمؤجرة بشكل منهجي ومناطق الري ولم يتم ريها. وضع القانون مساحة كبيرة من الأراضي بيد الدولة بأسعار معقولة.
تم تمديد النقاش حول مشروع الإصلاح الزراعي بسبب التعارض بين الأحزاب التي دعمت الحكومة بشأن محتواها، إلا أن أثانيا ودومينجو لم يعداه مشروعا له أولوية حسب خافيير توسيل. وكان بالإمكان أن تستفيض المناقشات لولا محاولة الانقلاب التي قادها الجنرال سانخورخو في 10 أغسطس 1932، والذي بفشله أعطى الحكومة الدافع للموافقة النهائية على القانون (فشل انقلاب سانخورخو فتح النقاش حول قانون الحكم الذاتي لكاتالونيا [الإنجليزية]).
على الرغم من التوقعات العالية التي أثارها القانون، إلا أن نتائجه كانت محدودة للغاية: ففي نهاية 1933 لم يصادر سوى 20,203 هكتارًا وزعت على 4339 مزارع، عدا عن ثلاثة أو أربعة آلاف من الأراضي التي تمت مصادرتها سابقًا من أصحاب الألقاب (كانت التوقعات أن يتم توطين مابين 60,000-75,000 مزارع سنويًا). والسبب الرئيسي لهذا الفشل هو أن معهد الإصلاح الزراعي (IRA) وهو الوكالة المسؤولة بتطبيق القانون لم يتم تزويده بموارد بشرية واقتصادية كافية، بسبب نقص الأموال من الخزينة العامة ومقاطعة البنوك الخاصة -المرتبطة اقتصاديًا وعائليا بملاك الأراضي- للبنك الوطني للائتمان الزراعي الذي انشئ بموجب قانون تمويل الإصلاح. بالإضافة لهذا السبب كانت هناك تعقيدات في القانون (تم إنشاء ثلاث عشرة فئة من الأراضي المصادرة والتي حصر أصحابها بتسجيلهم في قائمة الجرد حيث كان لمالكيها حقوق ملكية محدودة) ناتجة عن اتفاقيات صعبة سمحت بالتوصل إلى توافق نهائي بين الأحزاب التي دافعت عن مشاريع مختلفة للغاية حول القضية الزراعية؛ فالتنظيم المحير والمفرط لمعهد الإصلاح الزراعي الذي كان يتخذ قراراته بطريقة جماعية قد انتهى به الأمر إلى أن يصبح نوعًا من الجلسات المصغرة التي تم خلالها تأجيل المناقشات؛ وكذلك عدم كفاءة مارسيلينو دومينجو الوزير المكلف بتنفيذ الإصلاح، لذلك من المدهش أن أثانيا لم يحل محله أحد، وهو الذي حكم عليه في مذكراته حكما قاسيا جدا عنه وعن أصحابه: «إنهم لن يفعلوا شيئًا مفيدًا ويحدثون الأرق والاضطراب. دومينجو وصحبه ليسوا قادرين على إيجاد تعويض للجمهورية، وجذب جماهير الفلاحين الذين حصلوا على الأرض».
بدأ التباطؤ بتطبيق القانون من خلال عمل الإجراءات التكميلية، وذلك بمرسوم تكثيف المحاصيل بتاريخ 22 أكتوبر 1932 الذي سمح بالعمل المؤقت في الأراضي الزراعية التي توقفت عن ايجارها للمزارعين الذين غيروا إلى رعي الماشية في النصف الجنوبي من إسبانيا (إكستريمادورا بشكل أساسي). أثر الإجراء على 1500 مزرعة في 9 مقاطعات (حوالي 125,000 هكتار) ووظف 40,108 أسرة وخاصة في إكستريمادورا التي كان أعضاؤها عاطلين عن العمل. وأدى المرسوم إلى احتجاجات نشطة من المتضررين منها.
كان فشل الإصلاح الزراعي أحد الأسباب الرئيسية للاضطراب الاجتماعي الحاد في الفترة 1933-1934، لأن إعلان الإصلاح دفع العديد من العمال اليومية إلى الاقتناع بسرعة تسليمهم الأرض، وهو لم يحصل فشعروا بخيبة أمل. وأدى ذلك إلى تشدد الاتحاد الوطني للعمال الأرض (FNTT) التابع لاتحاد العمال العام (UGT) الذي كان في طليعة أولئك الذين دعوا إلى تفكيك الائتلاف الجمهوري الاشتراكي الذي حكم البلاد وعارض «الجمهورية البرجوازية»، بالتزامن مع الاتحاد الوطني للعمل CNT الذي حارب منذ البداية لأجل الإصلاحات الزراعية، لأن القانون عزز النموذج الرأسمالي في المناطق الريفية وجعل من المستحيل حدوث ثورة «حقيقية». ففي الأندلس وإكستريمادورا كان المكان أكثر عنفًا بعد تحريض الفلاحين، حيث ظهرت مختلف الحوادث مثل الحرائق والسرقات وقطع الشوارع والهجمات على الحصّادات لأنهم طردوا من وظائفهم، والتي رد عليها أرباب العمل بقسوة.
على الجانب الآخر من الطيف الاجتماعي، فإن قانون الإصلاح الزراعي وحد القطاعات الاجتماعية المهيمنة التقليدية في الزراعة، وساهم نوعا ما في توحيد متضرري القضية الدينية ليشكلوا جميعا تكتل معارض للنظام الجمهوري. بالفعل في أغسطس 1931 أنشأت الرابطة الوطنية لأصحاب الممتلكات الريفية، دفاعًا عن حق الملكية المشروعة، وباستخدام شبكات الزعامات المحلية (cacique) القديمة والمطالبات المستمرة لتدخل الحرس المدني لمقاطعة تطبيق «المراسيم الزراعية». وأيضا قامت الأقلية الزراعية في الكورتيس بإعاقة مذهلة لمناقشة القانون مما ساهم بقوة في تأخير الموافقة عليها. وفي مارس 1933 عقدت جمعية اقتصادية - زراعية في مدريد جمعت بين أرباب العمل في القطاع وأطراف اليمين والتي نجحت في شل مشروع إصلاحي جديد، وهو قانون الإيجارات الريفية والذي لم يأت للتصويت عليه. حشدت هذه الحملة قطاعات كبيرة من الفلاحين المحافظين في النصف الشمالي من إسبانيا (غير ملاك الأراضي) والذين لعبوا دورًا مهمًا في انتصار اليمين في انتخابات نوفمبر 1933.
في النهاية كما كتب السياسي الراديكالي دييغو مارتينيز باريو الذي دعم الإصلاح الزراعي في مذكراته:"ازداد أعداء [الجمهورية] بينما لم يزد المؤيدين."

### القضية الإقليمية

#### النظام الأساسي لكاتالونيا

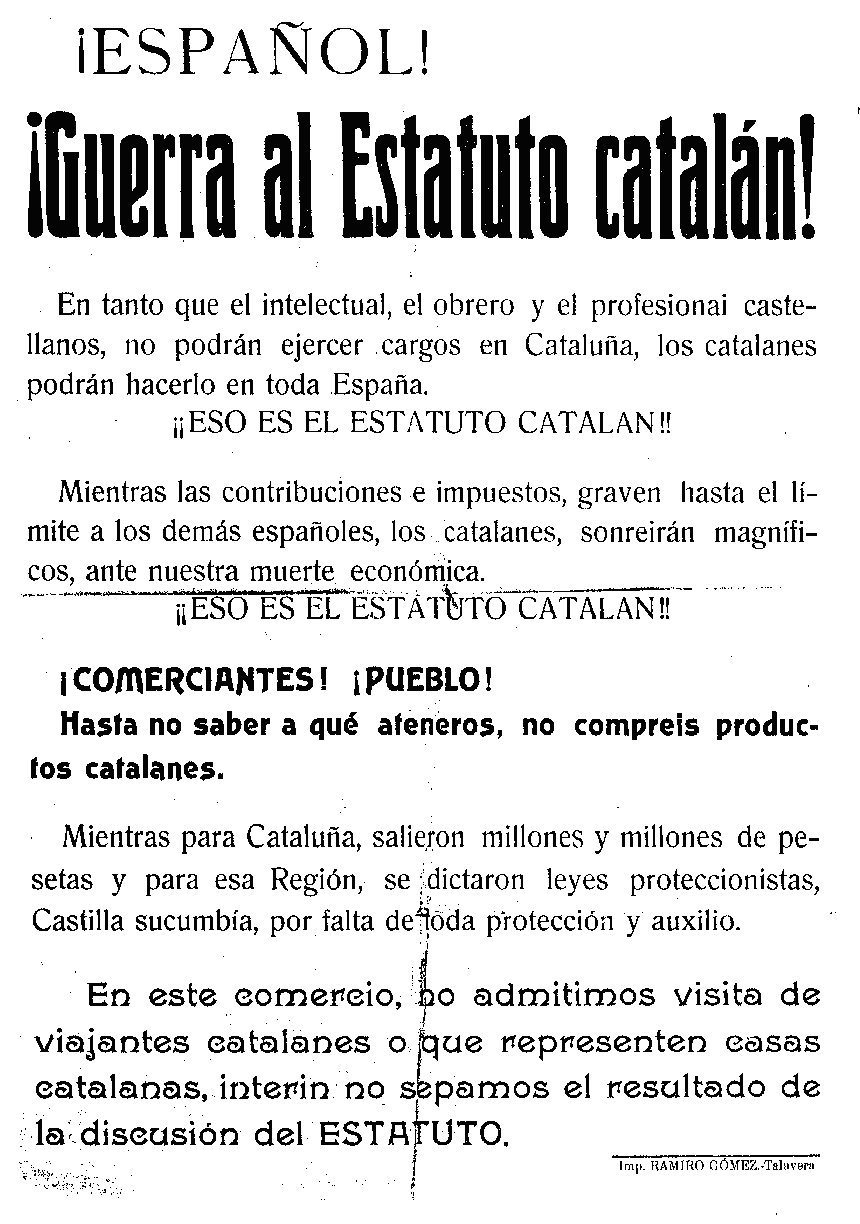
كتيب معادٍ لكتالونيا مطبوع في تالافيرا أثناء مناقشته في كورتيس.

كان مشروع النظام الأساسي لكاتالونيا أو مايسمى «قانون نوريا» قد تجاوز المذهب وصلاحيات الدولة الأساسية المعتمدة في دستور الجمهورية، من بالإضافة إلى خلقه المواطنة الكاتالونية، وإعلان الكاتالونية لغة رسمية، فاتحا إمكانية انضمام مناطق أخرى إليها. بالإضافة إلى تحديده الشروط التي بموجبها يتعين على الشباب الكاتالوني أداء الخدمة العسكرية. ومع ذلك قامت لجنة من البرلمان بين يناير وأبريل 1932 بتكييف المسودة قانون كاتالونيا مع الدستور، مما أغضب النواب الوطنيين الكاتالونيين - أكد أحدهم أنهم قد خدعوا -. على الرغم من ذلك واجه المشروع معارضة هائلة لا سيما بين الأقلية الزراعية ونواب الكارليين التقليديين الذين انفصلوا عن نواب PNV من الأقلية الباسك-نافار، بالإضافة إلى التعبئة الواسعة في الشارع المناهض للانفصاليين.
بعد أربعة أشهر من المناقشات التي لا تنتهي، دفعت محاولة الانقلاب التي قادها الجنرال سانخورخو في 10 أغسطس 1932 إلى تسريع النقاش على النظام الأساسي لكاتالونيا، وانتهى بالموافقة عليه في 9 سبتمبر بأغلبية 314 صوتًا مؤيدًا -جميع الأحزاب التي دعمت الحكومة بالإضافة إلى معظم نواب الحزب الجمهوري الراديكالي- و24 ضده وامتناع 100 عن التصويت. كان النظام الأساسي أقل مما توقعه القوميون الكاتالونيون - ألغت النسخة النهائية جميع العبارات التي ضمنت سيادة كاتالونيا. تم رفض الصيغة الفيدرالية؛ تم إعلان اللغتين القشتالية والكاتالونية لغة رسمية وما إلى ذلك - "لكن عندما ذهب رئيس مجلس الوزراء إلى برشلونة لحضور العرض التقديمي استقبلوه بتصفيق كبير." في الواقع خضع نظام نوريا الأساسي لتعديل بعمق خلال عمليته البرلمانية، بما أن الإشارات إلى تقرير المصير قد اختفت - كانت الذاكرة الوحيدة المتبقية هي القول بأن «كاتالونيا تشكل منطقة ذاتية الحكم»، ظلت الضريبة المباشرة هي الاختصاص الدولة الحصري ، وكذلك التشريعات الاجتماعية، وهو موضوع لا يمكن التنازل عنه بالنسبة للاشتراكيين، لكن النتيجة النهائية كانت حل المعضلات التي رغم عدم الرضا التام من أي شخص، إلا أنها أثبت وجودها وأنها نقطة التقاء لليمين واليسار في كاتالونيا».
جرت الانتخابات الأولى للبرلمان بعد شهرين وفاز بها يسار كتالونيا الجمهوري، مبتعدا بمسافة كبيرة عن المجموعة الإقليمية. وهكذا تم تأكيد فرانسيسك ماسيا رئيسا للحكومة الكتالونية.

#### مشروع النظام الأساسي للباسك وغاليسيا

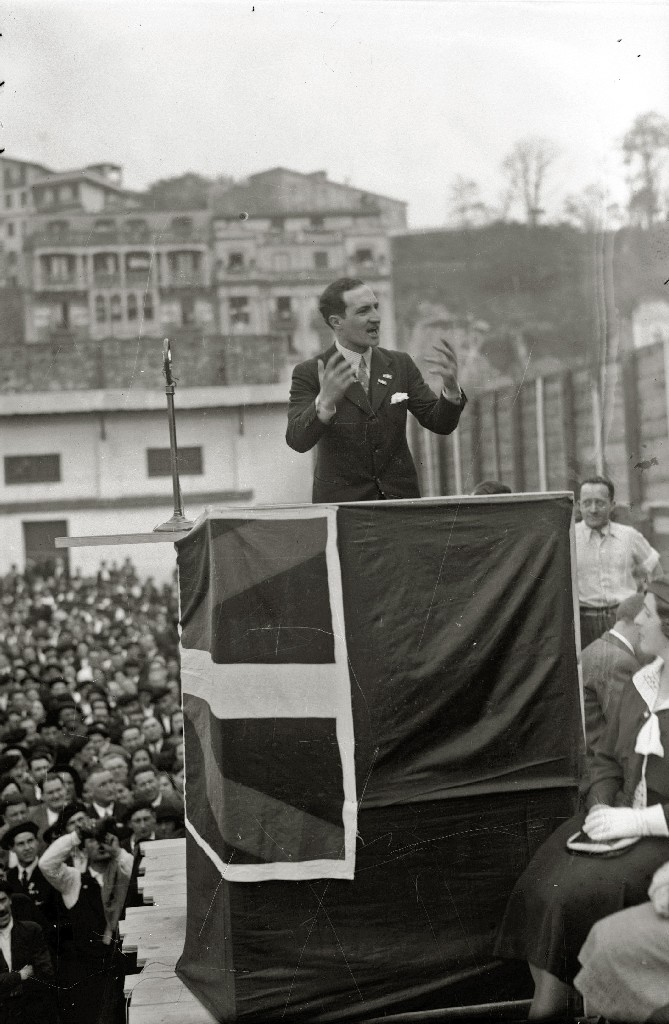
خوسيه أنطونيو أغيري زعيم PNV في 1933 أبري ايجونا في مهرجان خطابي عقد في سان سباستيان.

بعد رفض مشروع النظام الأساسي لإستيلا بسبب مخالفته الواضحة للدستور الفيدرالي، حيث أنه إعلان بدولة الباسك لاحتفاظه بسلطة المسائل الدينية ويمكنه التفاوض مع الكرسي الرسولي. لتجنب تطبيق التشريع العلماني للجمهورية في بلاد الباسك بتحويل إقليم الباسك إلى «جبل طارق الفاتيكان»، حسب تعبير إنداليسيو برييتو، بالإضافة إلى عدم اعترافه بالحقوق السياسية الكاملة للمهاجرين الإسبان الذين سكنوا الباسك لمدة تقل عن عشر سنوات. في ديسمبر 1931 كلف البرلمان التأسيسي اللجان الإدارية للمجالس المحلية - التي عينها الحكام المدنيين ليحلوا محل المجموعات الملكية، حيث الأغلبية للجمهوريين والاشتراكيين - لإعداد مشروع النظام الأساسي الجديد والذي اتفق عليه بالآخر مع PNV الذي نأى بنفسه عن بالتواصل مع الكارليين. وافق مجلس المدينة الذي عقد في بامبلونا في يونيو 1932 على المشروع، لكن الكارليين رفضوه، وبما هم الأغلبية في نافارا فإنهم اخرجوا تلك المنطقة خارج نطاق «المناطق المتمتعة بالحكم الذاتي» في المستقبل.
فرضت تلك المستجدات تأخير وصياغة جديدة للمشروع، فقانون إقليم الباسك لم يكن ضمن أولويات حكومة أثانيا بسبب معارضة الجمهوريين اليساريين والاشتراكيين لقومية الباسك، وهذا واضح من مواجهات الشوارع بين القوميين الشباب والاشتراكيين. أقر مندوبي مجالس مدينة الباسك المجتمعين في فيتوريا في 6 أغسطس 1933 مشروع النظام الأساسي لرؤساء المجالس، والذي قدم إلى الاستفتاء في 5 نوفمبر، لكن نتيجة الاستفتاء التي جرت في خضم انتخابات الكورتيز كان عقبة جديدة أمام تحقيق الحكم الذاتي لأنه في ألافا على عكس بيسكاي وغيبوثكوا، فشل مشروع النظام الأساسي بنيل موافقة الأغلبية، بسبب التجذر القوي للكارليين فيها الذين شنوا حملة ضده. ورغم من كل ماتعرض له النظام الأساسي لرؤساء المجالس، فقد عُرِض على البرلمان الجديد ذو الأغلبية الجديدة من يمين الوسط في ديسمبر 1933.

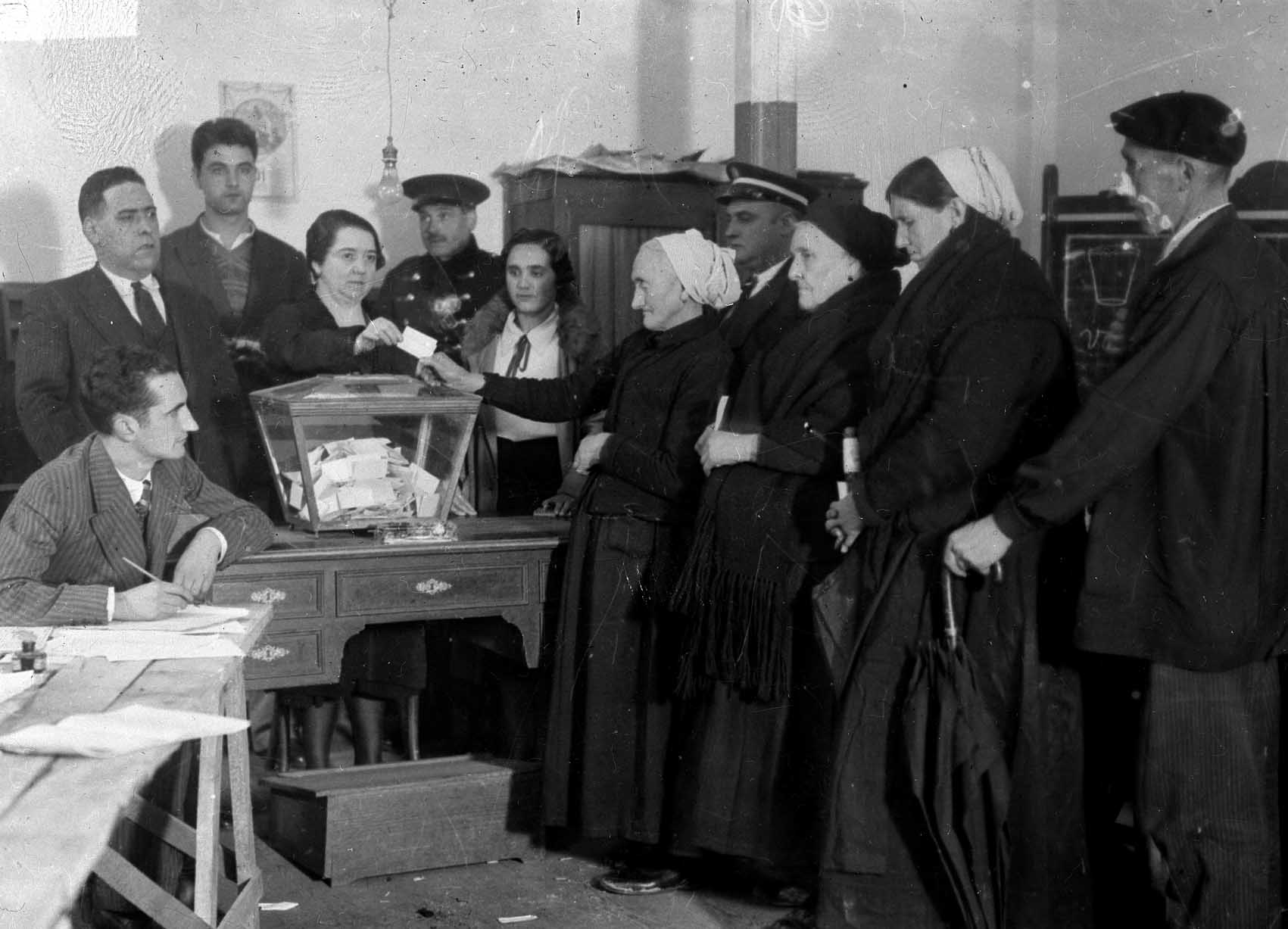
استفتاء مستقل في 5 نوفمبر 1933 في إيبار للموافقة على نص قانون الباسك الجديد.

اقترح الجمهوري الراديكالي اليخاندرو ليروكس رئيس الحكومة الجديد على نواب الحزب القومي الباسكي PNV تعاونهم معه مقابل دعمه للنظام الأساسي. ولكن معارضة اتحاد CEDA حليف ليروكس الرئيسي أجهض تلك المبادرة بحجة عدم وصول ألافا إلى الأغلبية المطلقة. ولكن مع فوز الجبهة الشعبية في فبراير 1936، بدأ الكورتيس بمناقشة المشروع. ومع تقدم النقاش جرت محاولة انقلابية في يوليو 1936 أشعلت الحرب الأهلية.
أما بالنسبة إلى غاليسيا فإن جذور القومية الجاليكية ضعيفة، فالمبادرة الأولى لتحقيق الحكم الذاتي لم تبدأ حتى أبريل 1932 - أبدت مدينة سانتياغو دي كومبوستيلا المسؤولية بذلك-. كما أن النقاش حول عاصمة المنطقة كانت عقبة. وقبل كل شيء فغياب حزب قومي جاليكي قوي يمكنه سحب الجمهوريين اليساريين من التنظيم الجمهوري الجاليكي المستقل ORGA، وكذلك الاشتراكيين الجاليكيين الذين لم يبدوا حماسا قويا في البداية فيما يتعلق بالحكم الذاتي. لكن بعد تسعة أشهر فقط أي في ديسمبر، تم الانتهاء فعليا من المرحلة الأولى من العملية التي أسسها دستور 1931، حيث أن معظم البلديات الجاليكية قد وافقت على مشروع النظام الأساسي الخاص بها، الذي كان مستوحى بقوة من النظام الأساسي الكاتالوني الذي وافق عليه الكورتيس توا. ومع ذلك فإن انتصار يمين الوسط في انتخابات نوفمبر 1933 أصاب العملية بالشلل وكان من الضروري ترقب فوز الجبهة الشعبية في فبراير 1936 لتنظيم الاستفتاء الذي كان عليه التصديق على اقتراح البلديات. تم الاحتفال أخيرًا بهذا في 28 يونيو 1936 وتمت الموافقة عليه من قبل الغالبية العظمى من الجاليكيين. قبل يومين فقط من بدء المحاولة الانقلابية التي فجرت الحرب الأهلية. تم تسليم مشروع النظام الأساسي إلى البرلمان، ولكنه لم يناقش لأن غاليسيا قد سيطر عليها المتمردون على الفور.

#### المبادرة الإقليمية في مناطق أخرى: الأندلس وأراغون وجزر البليار وفالنسيا

علم الأندلس الذي صممه بلاس إنفانتي سنة 1919، كان المحرك الرئيسي للقومية الأندلسية بالإضافة إلى الدرع ونشيدها الوطني.

حفزت الأمثلة الكاتالانية والباسكية والجاليكية مناطق إسبانية أخرى للقيام بمبادرات نظام الحكم الذاتي الخاص بها. ففي الأندلس وبمجرد إعلان الجمهورية شكلت المراكز الأندلسية المجلس الليبرالي الأندلسي. ولكن لم يكن برنامجه عن القومية الأندلسية بشكل صحيح ولكنه كان بديلا عن البرنامج الفيدرالي. وعقد مجلس مقاطعة إشبيلية مجلسًا للبلديات في 6 يوليو 1931، فنتج عنه ورقة مسؤولة عن صياغة مسودة قانون الحكم الذاتي للأندلس. ولكن لم تنل الفكرة دعما شعبيا قويا، فاقترحت مقاطعات غرناطة وجيان وألمرية إنشاء منطقة بالشرق متمتعة بالحكم الذاتي. إلا أن ولبة لم تدعم هذه العملية، بل وفكرت بالاندماج بمنطقة إكستريمادورا. على الرغم من كل ذلك فقد أقرت المجالس الأندلسية الثمانية في 26 فبراير 1932 المسودة الأولية التي أعدها عرض جمعية البلديات، على الرغم من أن الأندلس والفيدراليين اعتبروا ذلك غير كافٍ لأنه كان بالأحرى إنشاء كومنولث أندلسي. ثم توقفت العملية لمدة عام. وفي الفترة مابين 29 و 31 يناير 1933 عقدت جمعية جديدة في قرطبة، حيث تمت الموافقة على قواعد جديدة مختلفة عن المسودة الأصلية بعد مناقشات صارمة. واقتربت من النظام الأساسي لكاتالونيا 1932 الذي وافق عليه الكورتيس قبل خمسة أشهر. ومع ذلك واصلت ولبة وغرناطة وجيان وألمرية عرقلة العملية ولم تطبق اتفاقيات قرطبة. مما تعين عليها ترقب فوز الجبهة الشعبية حتى يكتسب الحكم الذاتي الأندلسي دفعة جديدة من خلال إنشاء العمل الأندلسي الصادر عن المجلس الليبرالي في أبريل 1936.

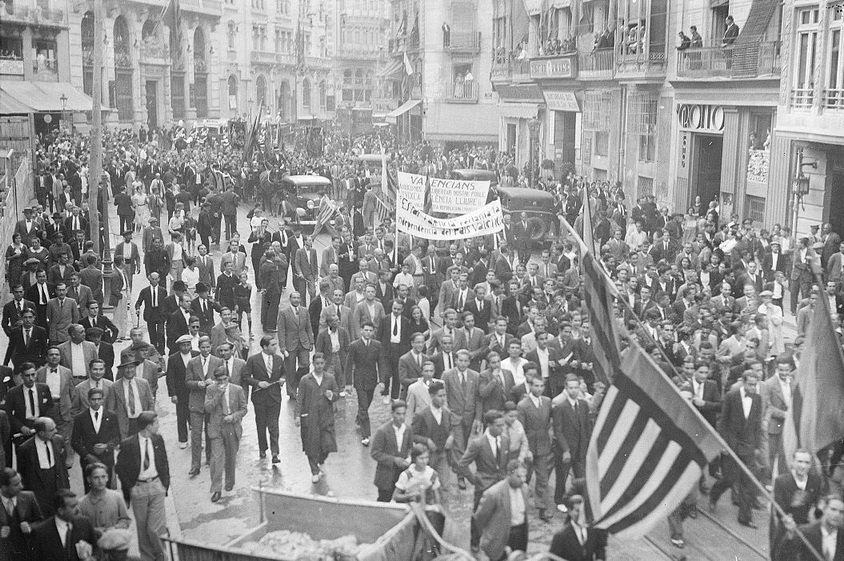
موكب مدني في 9 أكتوبر (بلنسية 1933).

وهناك مناطق أخرى جرت فيها محاولة لنيل الحكم الذاتي مثل أراغون. فقامت دعاية قوية للتمهيد بذلك، فاجتمعت مجالس المقاطعات الثلاثة في 13 يونيو 1931 وتعهدت بانشاء مشروع نظام أساسي، فامتثلت سرقسطة فقط لما تم الاتفاق عليه، وقامت بإجراءات عملية الحكم الذاتي. وبعدها قام اتحاد أراغون حديث النشأة والذي عارض في بيانه الأول النظام الأساسي الكاتالوني، باجتماع مع ممثلي الوفود الثلاثة بالإضافة إلى المؤسسات والأحزاب السياسية الأخرى لمناقشة الأمر، ولكن اليمين والحزب الجمهوري الراديكالي عارضوا الحكم الذاتي لأراغون، وبالتالي فإن نتيجة الاجتماع قد أصاب العملية بالشلل. أما اليسار لم يظهر أي حماس. كما هي الحالة في الأندلس، فتوقفت العملية حتى 1936.
في جزر البليار عقد وفد مايوركا اجتماعًا للبلديات والكيانات الاقتصادية والثقافية في 20 يوليو 1931 تمت الموافقة عليه في مشروع النظام الأساسي، لكنه التقى بمعارضة مينوركا التي خيرت بين الانضمام إلى كاتالونيا أو تطوير النظام الأساسي الحصري للجزيرة. ومن ناحية أخرى عارضت القطاعات المحافظة في مايوركا المسودة وأطلقت حملة ضد الكاتالونية. ورغم ذلك فقد عقد وفد مايوركا في 6 ديسمبر 1932 اجتماعًا للبلديات في مايوركا وإيبيزا وفورمينتيرا والتي انبثقت منها لجنة تتولى صياغة مشروع قانون أساسي جديد. لكن لم يتم تنفيذ ذلك.
وجرى أيضا دعما مبدئيا وروجت لها منظمات وكيانات لنيل الحكم الذاتي لبلنسية، وبالذات المجموعة الجمهورية البلنسية (AVR). اتخذ مجلس مدينة فالنسيا المبادرة، فاستدعت مجالس المدن في عاصمتين وكيانات مختلفة لمنطقة بلنسية لتشكيل لجنة لصياغة مشروع النظام الأساسي، ولكن لم تنضم كاستيون ولا أليكانتي إلى الاقتراح مما أصاب العملية بالشلل. لم يتم طرح مسألة الحكم الذاتي في بلنسية مرة أخرى بعد انتصار الجبهة الشعبية في الانتخابات العامة التي جرت في فبراير 1936.

### القضية الدينية وقانون الطوائف

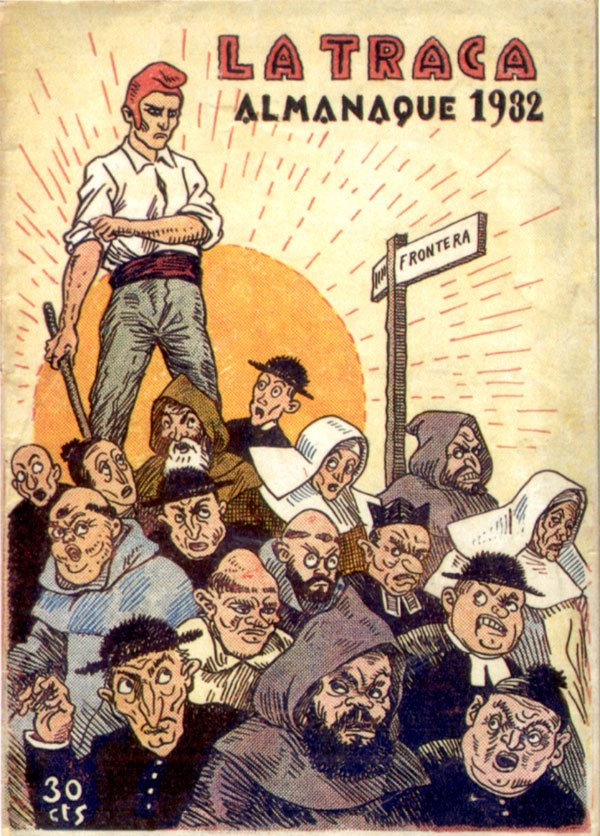
غلاف تقويم سنة 1932 من المجلة الساخرة La Traca التي نشرت بمجرد إقرار دستور عام 1931 بإعلان الطابع العلماني للدولة.

في أعقاب الموافقة على دستور 1931 الذي أعلن علمانية الدولة، سنت الحكومة الاشتراكية-الجمهورية سلسلة من المراسيم والقوانين المقترحة التي جعلته ساري المفعول وسمحت للدولة بتولي الوظائف الإدارية والاجتماعية التي كانت الكنيسة الكاثوليكية تتولاها. اعتقد أثانيا أنه يجب تخفيف التوتر الناجم عن المسألة الدينية، لكن وفقًا للمؤرخ خافيير توسيل «لم تكن هناك إرادة حازمة لإغلاق الجرح الذي فتح في الحياة الوطنية». الإجراء الأول الذي اتخذته الحكومة كان المرسوم الصادر في 23 يناير 1932 المتوافق مع أحكام المادة 26 من الدستور: حل جماعة الرهبنة اليسوعية وتأميم معظم أصولها (بالخصوص المدارس والمساكن) والتي كان يديرها مجلس الأمناء. ولكن المشكلة التي واجهتها الحكومة هي أن معظم الممتلكات لم تكن باسم اليسوعيين ولكنها كانت ملكًا لأشخاص أو مجتمعات بسيطة جدا. تمكنت الحكومة من تحديد حوالي 33 مدرسة و47 وحدة سكنية و79 مبنى حضريًا. كانت تأمل في استخدامها كمدارس، لكنها احبطت بسبب رفع اليسوعيون العديد من الطعون أمام المحاكم (كان أحد محاميهم هو زعيم الحركة الوطنية خوسيه ماريا جيل روبلز) أظهروا أنهم كانوا مستأجرين للعقارات وليسوا بمالكين. وقد تمكنت الحكومة من الاستيلاء على عشرات المباني، وإن بقيت شرعية استيلائها معلقة بالمحاكم والتعويض النهائي الذي يجب دفعه. على الرغم من ذلك فقد حافظ اليسوعيون على مدارسهم باللجوء إلى المؤسسات الخاصة. من ناحية أخرى لم يطرد المرسوم اليسوعيين من البلاد كما حدث في زمن كارلوس الثالث، لكنه منحهم الفرصة للبقاء في إسبانيا إذا انفصلوا عن الجماعة. لكنهم قرروا سحب العديد من كهنتهم الشباب، لذلك تحدثت الصحافة العالمية عن «طرد اليسوعيين».
بعد سبعة أيام من استلام الحكومة ولايتها الدستورية الثانية، نفذت المرسوم الصادر في 30 يناير 1932 بعلمنة المقابر (أدارت معظمها كنائس أو أبرشية أو جماعة الأخوة) والتي أصبحت ملكًا للبلديات ومن ثم تولت إدارتها. واعتبرت المدافن الكاثوليكية أيضًا مظاهر علنية للعبادة، لذا ووفقًا للمادة 27 من الدستور كان يتعين عليهم الحصول على إذن من رئيس البلدية الذي يستطيع وضع القواعد التي يجب أن يحكمها بها حتى يفرض الضرائب عليها. أدت علمنة المقابر في بعض الأماكن إلى احتفالات عامة رأسها رؤساء البلديات. فعزفت الفرق الموسيقية انشودة لامارسييز، وهدمت الأسوار التي كانت تفصل المقابر الكاثوليكية عن غيرها. وقامت الخطب التي تذكر أن الزواج المدني والدفن يمثلان علامات «للثقافة»، بينما الاحتفالات الدينية هي علامة على «الخرافات». وقد أثار هذا التشريع العلماني رد فعل دفاعي وغاضب للكاثوليك بسبب طريقة تطبيقه، حيث حظر العديد من رؤساء البلديات المواكب أو الدفن الكاثوليكي. وفرضوا ضرائب على رنين الأجراس والعزلة وفرض الوضع المدني على الكنيسة.
وفي 2 فبراير 1932 وافق الكورتيس على قانون الطلاق الذي وضح مبدأ فسخ عقد الزواج هو من صلاحيات الدولة وليست الكنيسة الكاثوليكية، التي كانت تحتكرها حتى ذلك الحين. وحاول نواب اليمين ألا يكون للزيجات الدينية طابع رجعي، أي أن القانون يطبق فقط على عقود الزواج بعد سَنَِه. يعزو غابرييل جاكسون نقص حالات الطلاق (كان هناك حوالي 7000 دعوى قضائية وتم إصدار 3500 الحكم لها) إلى أن الإسبان من جميع الطبقات هم محافظين بشدة في تلك الأمور.
كانت لحظة المواجهة الكبرى بين حكومة أثانيا والكنيسة هي عرض ومناقشة قانون الطوائف والتجمعات الدينية التي جرت في الأشهر الأولى من 1933. ففي 25 مايو 1933 عندما تمت الموافقة عليه من كورتيس، على الرغم من عدم توقيع الرئيس ألكالا زامورا والكاردينال إيسيدرو غوما وتوماس، الذي أعلن خطابًا أسقفيًا اعتبر فيه القانون انتهاكًا صارمًا للحقوق الإلهية للكنيسة، وأدان «جميع التدخلات والقيود التي وضعها قانون الطوائف العدواني على الكنيسة تحت حكم السلطة المدنية» ودعا إلى حشد الكاثوليك. وفي اليوم التالي لسن القانون نُشر منشور عن البابا بيوس الحادي عشر أدان فيه روح النظام الأسباني المعادي للمسيحية، مشيرًا إلى أن قانون الطوائف لا يمكن التذرع به مطلقًا ضد حقوق الكنيسة، ودعا مرة أخرى إلى التعبئة ضد الجمهورية.
طور قانون التجمعات المادتين 26 و 27 من الدستور حيث ينبغي تسجيل الطوائف والتجمعات الدينية في سجل خاص بوزارة العدل يسمى «تنظيم العبادة العامة». وألغت الدولة منحتها لدور العبادة ورجال الدين، وألغت أيضا الإعانات الرسمية الأخرى. وأممت جزء من التراث الكنسي (معابد وأديرة والمعاهد الإكليريكية وغيرها). وأعطى القانون الدولة حق الاعتراض في التعيينات الدينية، وأخيراً حددت إغلاق المدارس الثانوية الكاثوليكية في الأول من أكتوبر والمدارس الابتدائية في 31 ديسمبر 1933.
لاستيعاب 20,000 طالب في التعليم الثانوي و 350,000 من التعليم الابتدائي من طلبة المدارس الدينية (295 مدرسة ثانوية يخدمها 2050 مدرسًا، وحوالي 5000 للمدارس الابتدائية) توقعت الحكومة بتجهيز 7000 مدرسة جديدة بحلول نهاية 1933، و10,000 معلم سيتم تدريبهم من خلال دورات خاصة، وعشرين معهدًا جديدًا للبكالوريا، ويكون معدل إنشاء المدارس 4000 سنويًا. تم تنفيذ خطة البناء للتعليم الثانوي، ولكن ليس للتعليم الابتدائي، حيث لم تتمكن عدة البلديات من فتح المدارس المخططة، بسبب نقص الأموال بشكل أساسي أو بسبب عدم رغبتها في التعاون، مما تسبب في بارتباك كبير في الأسر. ولكن بالنهاية لم تغلق أي مدارس دينية أخرى لأن حكومة يمين الوسط الجديدة التي انبثقت من انتخابات 1933 أوقفت تطبيق القانون.

### سياسة التعليم

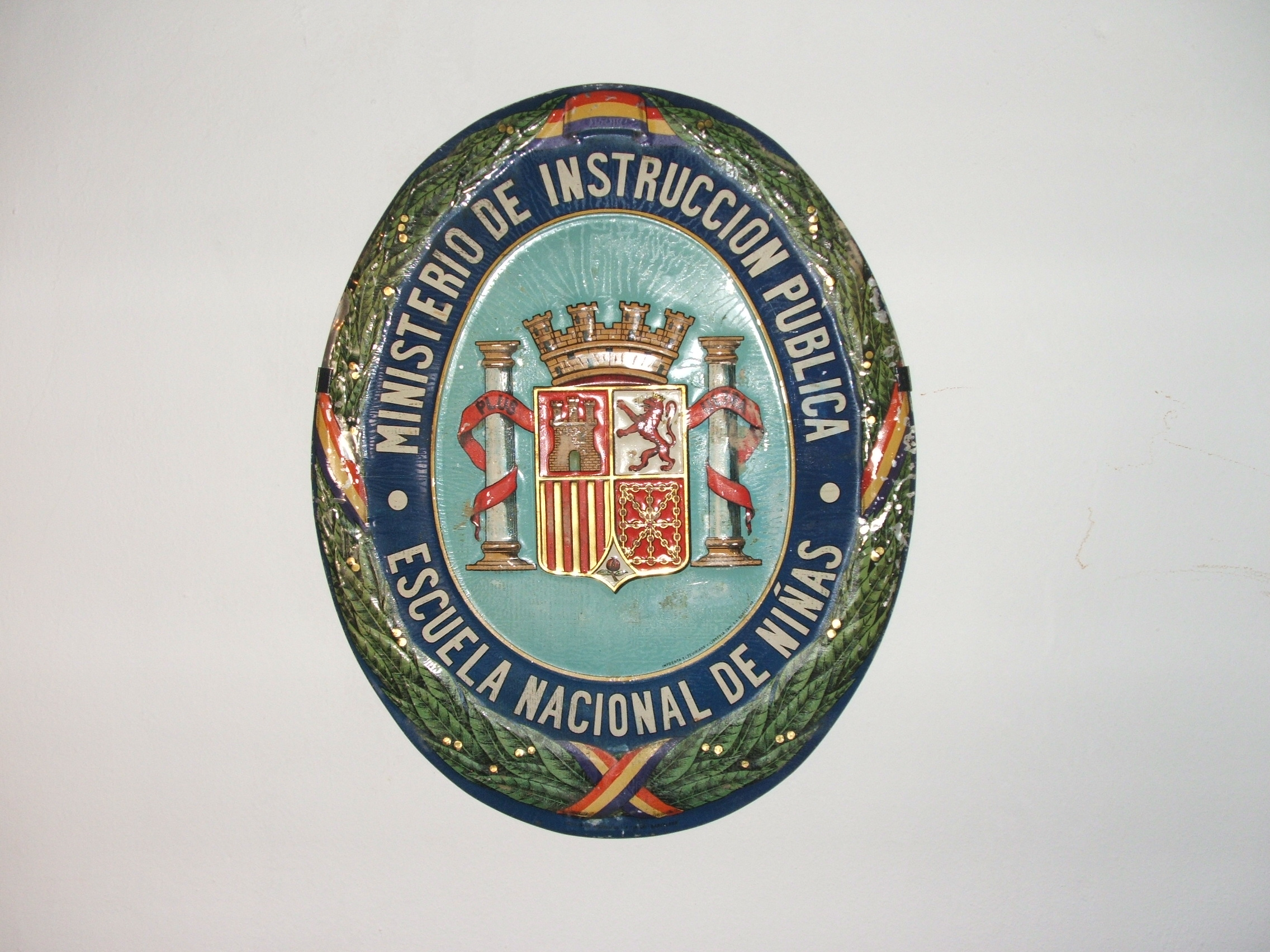
شعار لمدرسة بنات محلية.

كانت إحدى أولويات الحكومة المؤقتة بدءا من 14 أبريل 1931 هي زيادة عدد المدارس الابتدائية العامة، ولتخفيف مشكلة الأمية المرتفعة في المجتمع الإسباني (تراوحت تقديرات سنة 1931 بين 30٪ و50٪ من مجموع السكان). كان هناك حوالي 35,000 مدرسة يخدمها طاقم مؤلف من 36,680 مدرسًا يدرسون حوالي مليوني تلميذ. ولمساعدة أكثر من 1.5 مليون طفل لم يذهبوا إلى المدرسة بعد، قدرت الدولة أنها ستحتاج إلى بناء حوالي 27,000 مدرسة جديدة، بمعدل 5000 مدرسة جديدة كل عام. وهكذا أطلق وزير التعليم العام مارسيلينو دومينغو برنامجًا طموحًا لبناء المدارس، حيث كان يتعين على البلديات توفير الكثير وتحمل المسؤولية بين 25 أو 50 ٪ من تكلفة البناء، مع الحرص على الباقي ستتكفل به الدولة وستدفع أيضا رواتب المعلمين بمجرد بدء المدرسة بالعمل (مع زيادة 15 ٪ في الراتب). في نهاية 1932 أبلغ وزير التعليم العام الجديد فرناندو دي لوس ريوس البرلمان أنه تم بناء أو تمكين ما يقرب من 10,000 مدرسة، وأنه من المتوقع أن تصل إلى 27,000 مدرسة في غضون خمس سنوات، مع تكلفة حوالي 400 مليون بيزيتا. لكن لا يمكن تنفيذ هذه الخطة بسبب نقص الموارد بسبب انخفاض إيرادات الخزينة العامة بسبب الكساد الاقتصادي وسياسة موازنة الميزانية التي قررتها الحكومة، والتي من ناحية أخرى زادت صعوبة الامتثال لها قانون الطوائف الذي أغلق المدارس الدينية.
ولم تكن هناك مشكلة في الميزانية فحسب بل كان هناك نقص في تعاون البلديات التي يحكمها اليمين الملكي والكاثوليكي الذي لم يقدم أي أرض أو مباني للمدارس الجديدة (على سبيل المثال مدينة غويبوسكوا حيث كانت هناك حاجة إلى 355 مدرسة جديدة، ولكن البلديات عرضت فقط 56). بالإضافة إلى ذلك رفض الآباء في العديد من المناطق الريفية التعليم المختلط وطالبوا بفصول منفصلة للبنين والبنات. وعندما أزيلت الصلبان المعلقة من جدران الفصول ردت العديد من العائلات بجعل أطفالها يحملون صلبان كبيرة، أو حاولوا إجبار المعلمين على حضور القداس.
في صيف 1933 أطلقت الجمهورية أبرز تجاربها التعليمية: المهام التربوية. لقد كانت مبادرة للناقد الفني مانويل بارتولومي كوسيو المرتبط بمعهد التعليم المجاني، الذي أراد أن يأخذ «نفس التقدم» إلى أكثر قرى إسبانيا عزلة وتخلف. وهكذا ذهب الأساتذة والطلاب ومعظمهم من جامعة مدريد إلى القرى مع نسخ من اللوحات الشهيرة والسجلات والأفلام، وعلى مراحل مرتجلة مثلوا مسرحية لوبي دي فيغا وكالديرون دي لا باركا. كما حملوا الكتب والأدوية وساعدوا في بناء المدارس. شاركت مجموعة المسرح La Barraca التي ألفها فيديريكو غارثيا لوركا أيضًا في هذا المشروع.

### العقبات التي اعترضت الإصلاحات

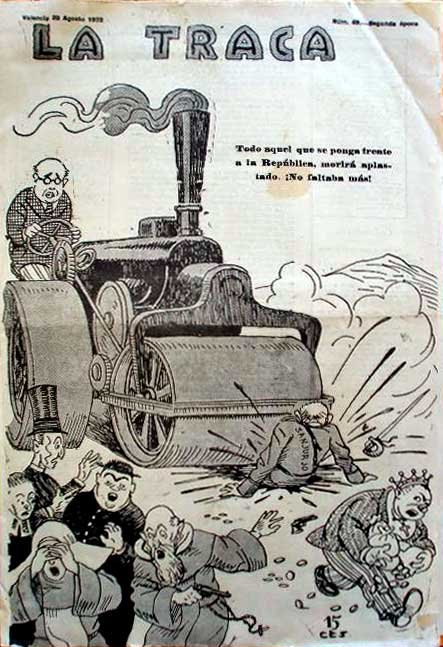
غلاف الأسبوعية الساخرة للجمهورية La Traca بتاريخ 20 أبريل 1932 والذي ظهر فيه مانويل أثانيا وهو يقود عربة بخارية يسحق بها أعداء الجمهورية.

تنوعت العقبات التي اعترضت العملية الإصلاحية سنوات 1931-1933. فبعضها أتى من داخل الكتلة الإصلاحية نفسها، التي اعتقدت أنها حصلت على دعم أكثر مما كانت عليه بالفعل ولم يتم التوصل إلى اتفاق نهائي على إيقاعات ونطاق العملية الإصلاحية (سعى الجمهوريون اليساريون إلى تعزيز الديمقراطية دون تغيير النظام الاجتماعي، لذلك ركزوا أكثر على الإصلاحات السياسية؛ بينما اعتبر الاشتراكيون النظام الديمقراطي خطوة وسيطة نحو مجتمع جديد، وأولوا أهمية أكبر للإصلاحات الاجتماعية). والحقيقة هي أن الأغلبية الساحقة التي يتمتع بها الائتلاف الجمهوري-الاشتراكي في الكورتيس تفاعلت مع تصويت «ضد الملك والدكتاتوريين» أكثر من تفاعلها في تصويت للجمهورية، كما اتضح في الانتخابات التالية. فكانت المشكلة أن الزعماء الجمهوريين لم يكونوا على دراية بها (أو أن أحزابهم لم تتجذر بعد في المجتمع) وحكمت على التفكير في أن الإصلاحات التي كانوا سيضطلعون بها ستحظى بدعم ساحق من المجتمع (كما كانت الأغلبية الساحقة التي تمتعوا بها في كورتيس). بالإضافة إلى ذلك احتفظ أعداء هذه الإصلاحات بمناصب قوية في السلطة وإن كان وجودهم في البرلمان ضئيلًا، حيث لم يتعرض المدنيون أو العسكريون لتطهير أفكارهم السياسية أو لخدماتهم لفترة ديكتاتورية بريمو دي ريفيرا.
كان هناك عقبة أخرى هي فترة الكساد الاقتصادي الذي على الرغم من أن نطاقه في إسبانيا كان أصغر منه في البلدان الأوروبية الأخرى ، إلا أنه أعاق بقوة فرص نجاح المشروع الإصلاحي. وقد فسرت الأزمة وارتفاع معدلات البطالة إلى حد كبير الزيادة الملحوظة في عدد الإضرابات والنزاعات العمالية، خاصة في شتاء 1932-1933 (في البناء والزراعة بالذات). وقد أدى ذلك إلى الإحباط المتزايد لقطاع مهم من الطبقة العاملة واصابتها بخيبة أمل، فلم يكن هناك إحراز أي تقدم ولو ضئيل في تحسين الظروف المعيشية، مما ساهم بشكل أكبر في توسيع نطاق نزاعات العمل وتطرفها.
إلى جانب زيادة البطالة بسبب الأزمة الاقتصادية، ونظرًا لعدم وجود أموال لتمويل الأشغال العامة التي من شأنها أن تخفف من البطالة كانت سبب آخر للصراعات الاجتماعية المنتشرة خلال فترة السنتين الأولى. بالإضافة إلى خرق صاحب العمل للأسس التنظيمية للعمل الزراعي وبشكل عام للتشريعات الاجتماعية الجمهورية.

#### سياسة النظام العام
واصلت الحكومات الاشتراكية الجمهورية منح القوى العسكرية الهيمنة على النظام العام، لأن هذا أصبح هاجسًا لهم. وبذلك تحافظ الحكومة على عسكرة الحرس المدني الذي ظل يمثل النواة الأساسية لقوات الشرطة. ولكن بعد سانخورخادا قمعت مديرية الحرس المدني وأصبحت معتمدة على وزارة الداخلية، من خلال المفتشية العامة الجديدة للوزارة، ويكون دائما على رأسها عسكريًا. من ناحية أخرى يجب أن يكون حرس الاقتحام الجدد «قادرين على التعامل مع الاضطرابات العامة بوسائل أقل سرعة من تلك التي يستخدمها الحرس المدني، وهم أكثر استخدام البندقية والسيف».
يمكن رؤية هوس الاهتمام بالنظام العام واللجوء إلى القوات المسلحة في «الأسبوع المأساوي» الذي بدأ مع أحداث كاستيلبلانكو في 31 ديسمبر 1931 وانتهى مع أحداث أرنيدو في 5 يناير 1932. في كاستيلبلانكو هتف حشد ضد أربعة حراس مدنيين منعوهم من دخول مبنى البلدية، فقتلوهم بقسوة. وبعد بضعة أيام في زالميا دي لا سيرينا تدخل الحرس المدني مأخوذين بما جرى في كاستيلبلانكو. فأطلقوا النار على الحشد، مما أسفر عن مقتل اثنين من الفلاحين. وفي يوم الأحد 3 يناير فض الحرس المدني مجموعة من العمال المضربين في إبيلا (سرقسطة)، مما أسفر عن مقتل اثنين. وفي يوم الإثنين 4 يناير في بلدة جيريزا في بلنسية استقبل الحرس مظاهرة للفلاحين كانت في مواجهة مع أرباب العمل الذين لم يقبلوا قواعد العمل المقترحة. فتلقى الحرس المدني وهم على ظهور الخيل سيل الشتائم والحجارة. فألقوا عليهم وابل السيوف والطلقات. وكانت النتيجة أربعة قتلى وثلاثة عشر جريحًا، اثنان من النساء.وأخيراً في بلدة رينو في أرنيدو، تجمع عمال مضربون في ميدان البلدة يرافقون ممثليهم النقابيين للتفاوض مع أصحاب العمل بشأن إعادة قبول بعض العمال المفصولين. وبدأ الحرس المدني في إطلاق النار دون أي تحذير، مما أسفر عن مقتل ستة رجال وخمس نساء وإصابة العديد ومنهم من أضحى معاق؛ وأصيب حارس مدني برصاص في قدمه.
أصبح رد فعل الرأي العام بعد تلك الأحداث ساخطًا وتحول التعاطف الذي أبداه تجاه الحرس المدني بعد أحداث كاستيلبلانكو إلى عداء، لأنها لم تكن المرة الأولى التي يطلق فيها النار من مسافة قريبة. وفي الكورتيس دعا نواب المعارضة إلى الإقالة الفورية للمدير العام للحرس المدني، الجنرال سانخورخو. واستسلمت الحكومة بعد شهر للضغط وعينت بدلا عنه بالجنرال ميغيل كابانياس، وعينت سانخورخو لقيادة حرس الحدود. وقد فسرها سانخورخو بأنه سحب التفويض منه واهانته، فقاد بعد خمسة أشهر أول محاولة انقلابية لإسقاط الجمهورية. في خضم الحديث الذي جرى بين سانخورخو مع رئيس الحكومة مانويل أثانيا الذي أبلغه بفصله من رئاسة الحرس المدني، لم يتطرق سانخورخو عن الفظائع التي ارتكبها مرؤوسيه في أرنيدو، ولكنه تطرق بدلاً من ذلك إلى بلديات المدن الاشتراكية، حيث وضع السيئين في كل منزل، فهؤلاء الأشخاص غير مرغوب فيهم لأنه مثيروا الاضطرابات وترويع الناس، وتسببوا في أضرار الممتلكات فاضطروا إلى الاصطدام بالحرس المدني. وقال سانخورخو لأثانيا إنه يجب ألا يكون الاشتراكيون في الحكومة لأن وجودهم يشجع أولئك الذين يفضلون التجاوزات.
قررت المحكمة العسكرية في 30 يناير 1934 في بورغوس تبرئة الملازم الذي أصدر الأمر بإطلاق النار في أرنيدو من جريمة القتل والإصابات بسبب التهور لعدم كفاية الأدلة لتقدير مارتكبه. وكذلك برأت باقي قوة الحرس المدني التي معه من التهم.

### معارضو الإصلاحات

#### الملكيون

علم الكارليين

لم تكن المحاولة الأولى الجادة هي كبح جماح، بل كانت لإنهاء الإصلاحات التي قامت بها حكومة أثانيا من أصحاب الملكية الألفونسية، وهي مجموعة تتألف أساسًا من النخب المحافظة لملكية ألفونسو الثالث عشر، الذين سعوا إلى استعادتها من خلال الانقلاب العسكري. أنشأ الملكيون بعد بضعة أشهر من إعلان الجمهورية الجمعية الثقافية للعمل الإسباني لنشر الأفكار الملكية الأكثر تحفظًا، واعتبارًا من منتصف شهر ديسمبر من نفس العام أصدرت مجلة Acción Española المستوحاة من الحركة الفرنسية، وهي منظمة تعبر عن الحركة الاستبدادية التي أسسها شارل موراس. والمجلة الممولة من كبار الملكيين مثل ماركيز دي كوينتانار، وشارك فيها مثقفون ملكيون أمثال أوجينيو فيجاس لاتابي وراميرو دي مايثتو وكارليز فيكتور براديرا. كان لهؤلاء مساهمة بارزة في حزب العمل الوطني.
كان الكارليين الذين تواصلت قوتهم التقليدية في النمو بتنظيم ميليشياتهم المسماة ريجيتا (بالإسبانية: Requetés)‏. ولكن على العكس منهم لم يشرع أصحاب الملكيات في تشكيل حركة جماهيرية، لكنهم تصرفوا على ثلاث جبهات: الثقافية وتجديد الخطاب التقليدي والمحافظ من خلال المثقفين تجمعوا حول مجلة Acción Española؛ والجبهة السياسية بتأسيس حزبهم الخاص «حزب التجديد الإسباني»، الذي حاول تشكيل جبهة معادية للجمهورية والفاشية الإسبانية الناشئة؛ وفوق كل ذلك القيام بتمرد. بحيث سعى إلى تعاون قطاعات الجيش الإسباني التي بقيت وفية للنظام الملكي (على الرغم من يمين الولاء للجمهورية) بالإضافة إلى القطعات المستاءة من إصلاحات أثانيا العسكرية.
وقعت أول مؤامرة عسكرية لاستعادة النظام الملكي في صيف عام 1931 وقادها الجنرالات لويس أورجاز وخوسيه كافالكانتي وميغيل بونتي وإميليو باريرا، الذين تلقوا مساعدة مالية من بعض الأرستقراطيين المنفيين، مثل دوق ألبا والمتعاونون السابقون لديكتاتورية بريمو دي ريفيرا باسم ماركيز دي كوينتانار وكونت فاليلانو. كما شارك مدير صحيفة Informaciones في مدريد خوان بوجول وكيل المليونير خوان مارش. ولكن اكتشفت الحكومة تلك المؤامرة فنفت الجنرال أورجاز إلى جزر الكناري.
وبعد ذلك قام الجنرال ميغيل بونتي من فرنسا بإعادة بناء مخطط المؤامرة مع مجموعة من الوزراء سابقين من النظام الملكي والدكتاتورية الذين عاشوا في المنفى في بياريتز (خوان دي لا ثييرفا وخوسيه كالفو سوتيلو وإدواردو أونوس). حيث طلبوا هذه المرة دعماً خارجياً، فالتقى بونتي برفقة الطيار خوان أنطونيو أنسالدو في روما مع إيتالو بالبو أحد قادة النظام الفاشي الإيطالي الذي وعد على ما يبدو بالأسلحة والذخيرة للمتآمرين.

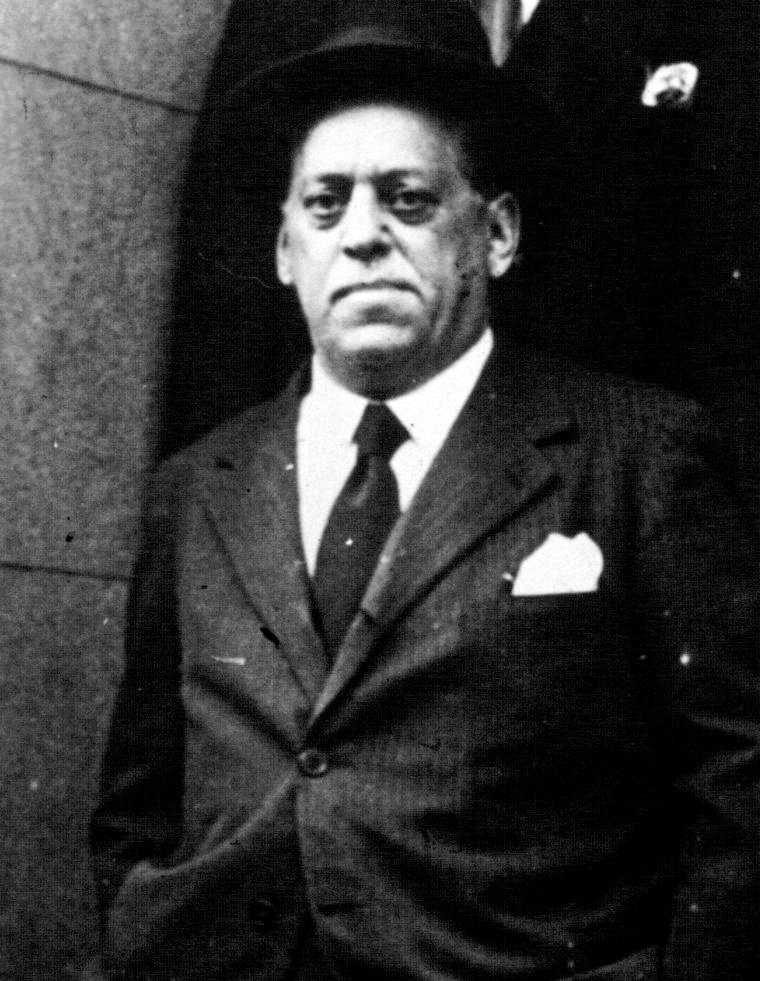
الجنرال سانجورجو أثناء محاكمته سنة 1932.

في نفس وقت تنظيم مؤامرة الجنرال بونتي، سعت مجموعة من أتباع الملكية السابقين برئاسة مانويل دي بورغوس وميلكياديس ألفاريز إلى دعم تصحيح الاتجاه الذي تسلكه الجمهورية وهم يعتقدون أنها موجهة بشكل لا يمكن إصلاحه، أي نحو الفوضى. كان الهدف هو استبدال حكومة أثانيا بحكومة من الجمهوريين المعتدلين. لقيادة الحركة فكروا في الجنرال خوسي سانخورخو، وهو رجل عسكري ذو شعبية وكان مدير الحرس المدني في وقت إعلان الجمهورية، وعلى الرغم من أنه بالبداية لم يبد الكثير من الاهتمام. لكن غير رأيه عندما فُصِل من رئاسة الحرس المدني في يناير 1932 بعد أحداث أرنيدو، وعين مديرًا عامًا لحرس الحدود Carabineros، وهو منصب أقل أهمية. اعتبر سانخورخو ذلك عقابًا، فانضم في بداية صيف 1932 إلى مجلس انقلاب عسكري برئاسة الجنرال باريرا لبضعة أشهر.
من بين الذين شجعوه لقيادة الانقلاب قادة الكارلية فال كوندي وكونت روديزنو. وكان معه عدد من الضباط المناهضين للجمهورية الذين لعبوا دورًا مهما في انقلاب يوليو 1936: الجنرالات جونزاليس كاراسكو وبونتي والعقيد فاليرا ومارتن ألونسو وفالنتين غالارزا وهيلي رولاندو دي تيلا (كان الجنرال فرانكو مساهما أيضًا ولكن في آخر لحظة انسحب من المؤامرة). ومع ذلك لم تلتزم الحركة الكارلية التقليدية في بالانقلاب ولم تجعل ميليشيا ريجيتا المسلحة التي تلقت تدريبات وتعليمات عسكرية في خدمتهم.
كان الانقلاب ضعيف التنظيم وكانت الشرطة على علم بمسار المؤامرة. وفي 15 يونيو 1932 ألقي القبض على الجنرال لويس أورغاز أحد المتآمرين الرئيسيين، وفي أوائل أغسطس 1932 اعتقلت الشرطة أعضاء الجماعات المدنية التي تدعم الانقلاب العسكري، ومنهم العديد من قادة حزب الفونسينو المتطرف والقوميون الأسبان بزعامة خوسيه ماريا ألبانيانا الذي احتجز في مايو في لاس هورديس.
وقع الانقلاب أخيرًا في 10 أغسطس 1932. حيث حاولت مجموعة من العسكريين والمدنيين المسلحين بقيادة الجنرال باريرا وكافالكانتي الاستيلاء على وزارة الحرب في مدريد، حيث كانت أثانيا بالانتظار، ولكن عدة وحدات من الحرس المدني وحرس الاقتحام أجهضت التمرد، الذي قتل فيه تسعة متمردين وجرح العديد. طار الجنرال باريرا إلى بنبلونة لمحاولة إقناع الكارليين بالانضمام، لكن عندما فشل لجأ إلى فرنسا. وهرب إلى فرنسا أيضا الجنرال جونزاليس كاراسكو الذي فشل تمرده في حاميته بغرناطة.
أما في إشبيلية حيث يقع مقر قيادة الجنرال سانخورخو، الذي أدار الحامية لدعم الانقلاب واعلان حالة الطوارئ، على الرغم من أنه أبقى الوحدات في مواقعها. نشر بيانًا يعلن فيه أنه لم يثور ضد الجمهورية (مما خيب ظن جزء من الملكيين الذين ساندوه) ولكن ضد البرلمان الحالي وعدّه غير شرعي، واطلق عليه «نظام الإرهاب» الذي نقل إسبانيا إلى حافة الخراب والفوضى والانقسام. وفي ردة فعل ضده دعت النقابات إلى إضراب عام في المدينة، وفي غياب الدعم من الحاميات الأخرى فر الجنرال سانخورخو في اتجاه البرتغال، لكن تم القبض عليه في ولبة بالقرب من الحدود.

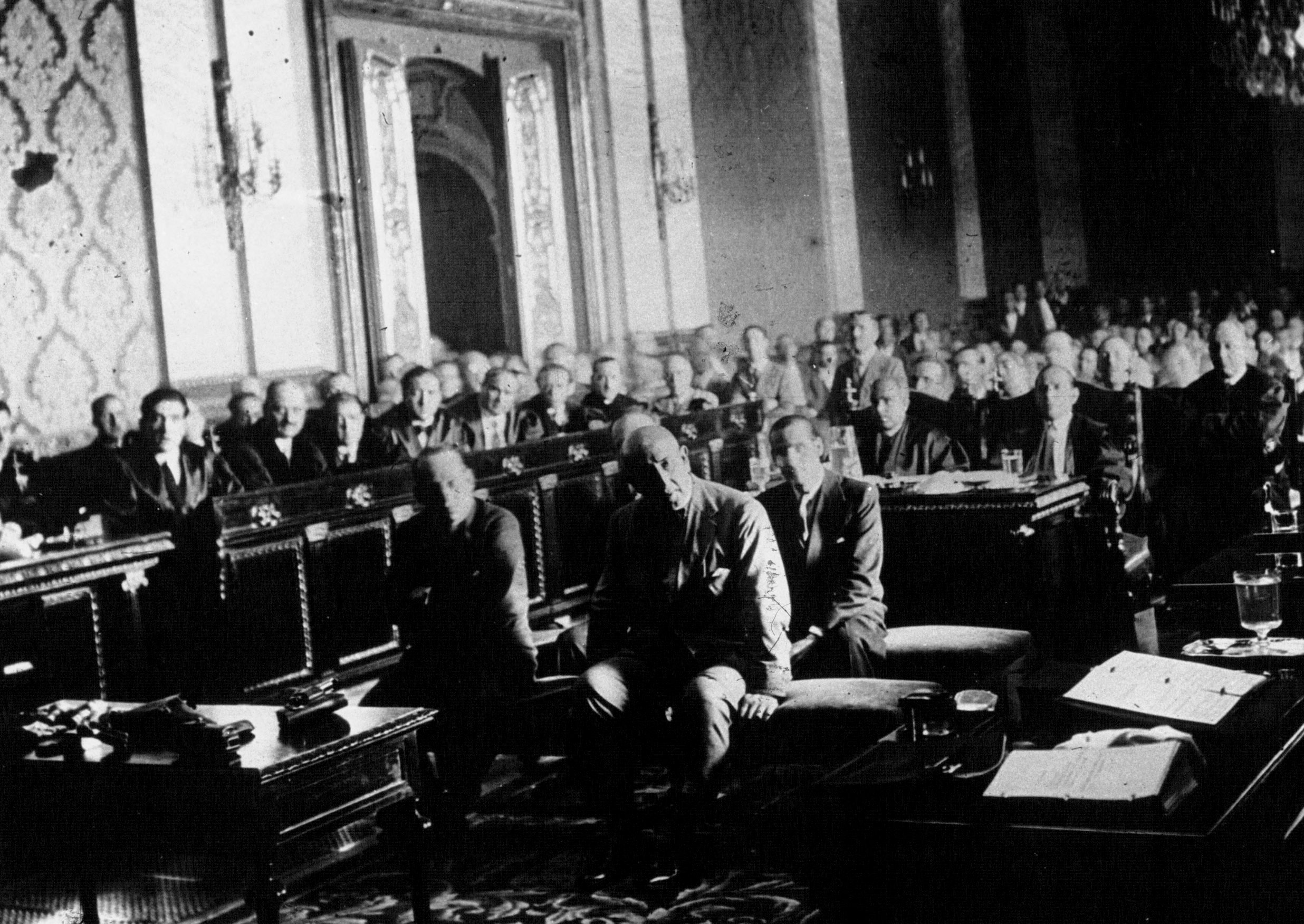
محاكمة سانخورخو مع ضباط آخرين سنة 1932.

وحكم على سانخورخو بالإعدام، على الرغم من أن الحكم خفف إلى السجن مدى الحياة بموجب مرسوم صادر عن رئيس الجمهورية. كتب مانويل أثانيا في مذكراته المؤرخة 25 أغسطس 1932:«سانخورخو هو أفضل مثال على الفشل، أن يعيش في السجن خير من تمجيده ميتا». وقد عارض وزير الداخلية سانتياغو كاساريس كويروجا تخفيف عقوبة الإعدام لأنه يكسر ثبات الحكومة ويشجع المتآمرين ويمنعنا من أن نكون صارمين مع المتطرفين. وفي أبريل 1934 نال سانخورخو العفو من حكومة أليخاندرو ليروكس فلجأ إلى البرتغال. فيما يتعلق بالمدنيين والعسكريين الملكيين الذين شاركوا أو دعموا الانقلاب سقطت جميع التدابير القمعية التي ينص عليها قانون الدفاع للجمهورية: تم القبض على 145 من القادة والضباط ورحلوا إلى السجن العسكري الإسباني الأفريقي في فيلا سيسنيروس في مستعمرة الصحراء الغربية الإسبانية. كما علقت أبرز هيئاتها الصحفية مثل صحيفة ABC ومجلة Spanish Action؛ تم إغلاق العديد من المراكز السياسية والثقافية ومصادرة ممتلكات «طبقة النبلاء الكبرى في إسبانيا» - المتهمين بتمويل الانقلاب - دون تعويض من أراضيهم بموجب قانون أقره البرلمان، إلخ.
اشتبهت الحكومة في أن أليخاندرو ليروكس كان متورطًا أو على الأقل كان على علم بالمؤامرة. وذلك بسبب الاتصالات المختلفة التي أجراها في الأيام السابقة مع بعض منظمي الانقلاب، بمن فيهم الجنرال سانخورخو. حتى أنه كان يعتقد أنه قد اقترح ترؤس الحكومة إذا نجح الانقلاب. تأججت الشكوك في وقت لاحق عندما قام ليروكس بعد بضعة أشهر من رئاسته للحكومة بعد انتخابات نوفمبر 1933 بإعفاء المتورطين في الانقلاب.
بالإضافة إلى فشل سانخورخادا إلا أن آثاره تعارضت مع ما كان المقصود: قانون استقلال كاتالونيا وقانون الإصلاح الزراعي، الذي كان الغرض من موافقته منع المتآمرين للانقلاب، حيث صوت عليه الكورتيس. بالإضافة إلى ذلك أجرى أثانيا تغييرات مهمة في قوات الأمن واوقف الجنرال سانخورخو آمر حرس الحدود، الذي كان متواطئ مع المتآمرين.
كان من النتائج الأخرى لسانخورخادا أن الملكيين تخلوا عن الحركة الوطنية (والتي سميت منذ مارس بالحركة الشعبية) لأنها قررت اختيار القنوات القانونية فقط لمعارضة السياسة الجمهورية. استقال أنطونيو غويكوتشيا من جميع مناصبه في Acción Popular وفي يناير 1933 وأسس حزب التجديد الأسباني الجديد. منذ تلك اللحظة كرسوا أنفسهم للتآمر والسعي للحصول على الأموال والدعم للقيام بانتفاضة عسكرية ضد الجمهورية، بالإضافة إلى محاولة إظهار شرعية تلك الانتفاضة.

#### الفاشيين

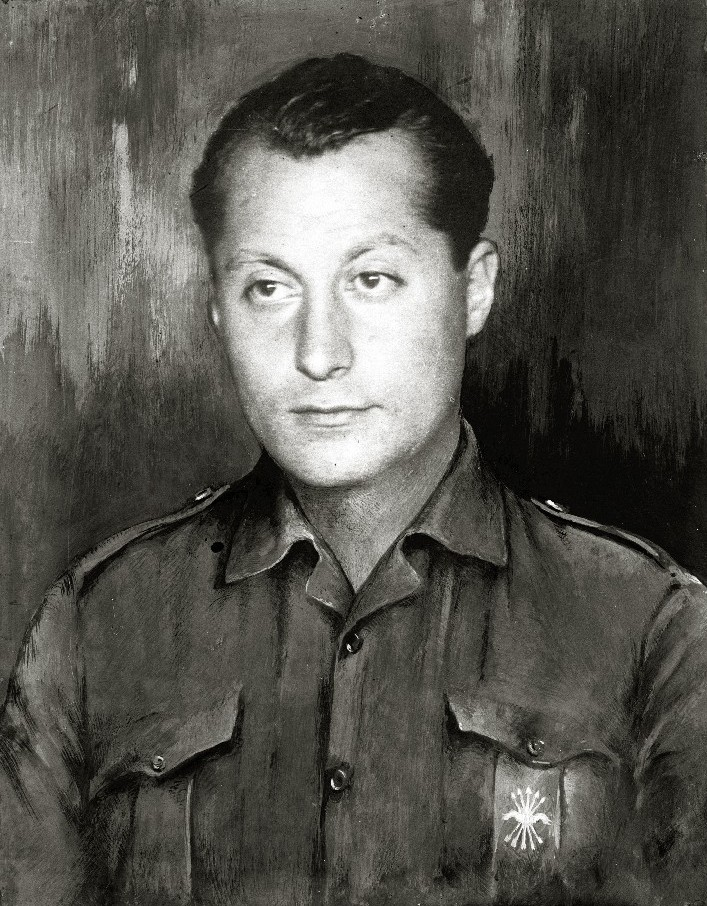
خوسي أنطونيو بريمو دي ريفيرا مؤسس الكتائب الإسبانية.

بعد فشل انقلاب سانخورخو بدأ الملكيون بتقديم الدعم المادي للمجموعات الفاشية الصغيرة التي ظهرت في العامين السابقين، وحثوهم على الاتحاد في منظمة واحدة. فقد قام راميرو ليديسما راموس وهو شاب فكري ومسؤول في مجال البريد والتلغراف -مؤسس صحيفة أسبوعية في مارس 1931- وأنسيمو ريدوندو وهو محام كاثوليكي متعصب من بلد الوليد وشكلا مجالس الهجوم النقابي الوطني (JONS)، حيث قسم التنظيم إلى فرق وفقًا لنموذج التقسيم الفاشي الإيطالي، الذي بدأ بأعمال عنف في الجامعات ضد الطلبة الجمهوريين وضد مقر الاجتماعات والأحزاب ومنظمات اليسار. وهناك مجموعة فاشية أخرى قادها المحامي خوسيه أنطونيو بريمو دي ريفيرا، نجل الديكتاتور الجنرال بريمو دي ريفيرا، الذي أسس مع الصحافي والكاتب رافائيل سانشيز والطيار جوليو رويز دي ألدا الحركة النقابية الإسبانية (MES)، واعتبر مجلس ثوري مصغر.
بدأت قوة الدفع للحركة النقابية الإسبانية (MES) بعد التوقيع في أغسطس 1933 على ماسمي بميثاق الإسكوريال الذي تعهد بموجبه الملكيون الألفونسيون للتجديد الإسباني بتمويل الحركة مقابل تبني جزء كبير من افكارها. بفضل هذا الاتفاق طرح خوسيه أنطونيو بريمو دي ريفيرا نفسه ومعه أحد مساعديه ماركيز أليسيدا ليكونا مرشحا اليمين لمقاطعة قادس في انتخابات نوفمبر 1933، التي نجحوا فأصبحوا نوابا في الكورتيس. وفي 29 أكتوبر 1933 في منتصف الحملة الانتخابية، نظمت (MES) مسيرة في مسرح الكوميديا في مدريد، وهو نوع من إعادة تأسيس الحركة التي أعيدت تسميتها باسم الكتائب الإسبانية (Falange Española) أو الفلانخي.
وفي بداية 1934 اندمج الفلانخيون مع المجالس الهجومية للاتحاد الوطني (JONS) ليكونا معا الكتائب الإسبانية لجمعيات الهجوم الوطني النقابي والتي ظلت حتى ربيع 1936 منظمة صغيرة ضمت عدة آلاف من الأعضاء. كما لم يكتب النجاح للنقابة العمالية الفاشية والمعادية للماركسية التي أسسوها تحت اسم Central Obrera Nacional-Sindicalista (CONS)‏.

#### الكاثوليك
كان لعداء الكنيسة الكاثوليكية والقطاعات الداعمة لها ضد سياسة العلمانية الراديكالية التي انتهجتها حكومة الجمهورية-الاشتراكية برئاسة مانويل أثانيا أن ولد من رحمها الكاثوليكية السياسية، والتي تمكنت من بناء حزب العمل الوطني -أعيد تسميتها إلى العمل الشعبي منذ مارس 1932 - ثم أصبح حزب جماهيري كبير وهو الاتحاد الإسباني لليمين المستقل (CEDA)، على الرغم من أن هذا لم يكن ليحدث لولا التوجيه والخطاب الأيديولوجي والموارد التنظيمية للكنيسة الكاثوليكية. لم يجمع اتحاد الأحزاب هذا بين قلة حكم الأوليغارشية في النظام الملكي السابق فحسب، بل أيضا الآلاف من المزارعين متوسطي الحال والفقراء قادهم سياسياً أفراد الطبقات الوسطى الحضرية الذين شعروا بالضرر من السياسات الإصلاحية للتحالف اليساري، ومعهم بعض قطاعات الخدمة المهنية والمدنية سواء المدنية أو العسكرية والدوائر الفكرية المرتبطة بالتقاليد المحافظة. كلهم رأوا برعب علمانية الدولة وبخوف صعود الطبقة العاملة.

#### الاتحاد الوطني للعمل والأناركيين
بقي الاتحاد الوطني للعمل CNT في حالة ترقب وتحفظ، خلال الأسابيع الأولى من الجمهورية البرجوازية. لكن هذا الموقف تغير لأنه رأى كيف تم تحضير التدابير القمعية التي اتخذتها الحكومة المؤقتة بالصلاحيات الكاملة (كما كان الحال في ديكتاتورية بريمو دي ريفيرا) ومع تشريع العمل الجديد والأنيق (خاصة «هيئات المحلفين المختلطة» التي ذكّرتهم كثيرًا باللجان التكافلية في الديكتاتورية التي تعرض خلالها CNT للاضطهاد بشدة) الذين حاولوا فرض نموذج اتحاد «الشركة» لـ UGT عن طريق المراسيم، والذي اعتبرته CNT محاولة لطرح التأثير على الطبقة العاملة (خلافا للعمل المباشر التي دافعت عنها) وخيانة للثورة الاجتماعية الحقيقية.

علم CNT-FAI.

كان للصراعات في المدن خصائص مختلفة عن تلك الموجودة في الريف. وكان الكثير منهم «للسيطرة على العمل المتوفر لتنويع فضاء النقابة، التي في وقت الأزمات وعندما تصبح النقابات مراكز توظيف، ترتبط بما هو أعلاه لمواجهة حول إطار الشركات». كتب مانويل أثانيا في مذكراته عن هذه «الحرب الأهلية» بين الممارسين النقابيين، «ربما هم أكثر السياسيين الحقيقيين قوة في إسبانيا في ذاك الوقت».
كان لسياسة المواجهة هذه مع الجمهورية تداعيات داخلية في الاتحاد الوطني للعمل لأنها عززت النزعة الأناركية الصحيحة - بالتحديد مع الاتحاد الأيبيري اللاسلطوي FAI - ضد النزعة النقابية المهنية، بقيادة خوان بييرو وآنخل بيستاينا اللذان أرادا نشر أطروحات تخالف التمرد في بيان سمي «الثلاثين» في أغسطس 1931. وقد طردت CNT العديد من مؤيدي تلك الإطروحة خلال سنة 1932. واكتمل الانقسام في فبراير 1933 بعد فشل التمرد الأناركي في الشهر السابق الذي كان أبرز الأحداث فيه هو حادثة كاساس فايخاس، وتأسيس اتحاد نقابات العمال الليبراليين وكان بيستاينا أمينًا عامًا لها، منفصلا عن بييرو. واستمر محافظا على علاقاته مع اتحاد FAI، على الرغم من أنه في مجال النقابات العمالية الصارم ومؤسسا الحزب النقابي، إلا أنه انهى أحد المسلمات الأساسية «للسياسة اللاسلطوية».
كان أول مثال مهم لسياسة المواجهة لـ CNT هي الدعوة إلى إضراب موظفي شركة الهاتف الوطنية الإسبانية Telefónica في يوليو 1931، مما أسفر عن حوادث دموية في إشبيلية. بدأ الإضراب في 4 يوليو 1931 ولم يستمر إلا في برشلونة وإشبيلية. أيد الاشتراكيون عزم الحكومة على الحفاظ على الخدمة، وفي مدريد وقرطبة كان منتسبي اتحاد العمال العام UGT يعملون عمل المضربين. ثم دعا CNT إلى الإضراب العام لدعم العمال المضربين في شركة الهاتف. وقد حققوا في إشبيلية نجاحًا أكبر، مما أصابها بالشلل في 20 يوليو. كان رد الحكومة هو إعلان حالة الطوارئ بعدها بيومين، فاحتل الجيش المدينة، واستخدم المدفعية لقصف مقر CNT حيث كانت اجتماعات لجنة الاضراب. فقتل 30 شخصًا وجرح 200. فاكتشف الأناركيون أنه بإمكان الجمهورية أن تعاملهم بنفس الشدة التي تعاملت معهم الحكومة الملكية." وفي فجر 23 يوليو توفي أربعة معتقلين في حديقة ماريا لويزا في إشبيلية حيث قيل إنه "تطبيق لقانون الهروب".
تبع هذا الإضراب عدة اضرابات أخرى، ليس فقط في المدن (مثل المعادن في برشلونة في 4 أغسطس 1931) ولكن أيضًا في الريف حيث كانت هناك أيضًا مهن زراعية للعاملين اليومية مطالبين بالإصلاح الزراعي. توج هذا بتنظيم حركة تمرد في ألتو لوبريجات (كاتالونيا) في يناير 1932.

#### التمرد الأناركي في ألتو يوبريجات
كان التمرد الذي جرى في ألتو يوبريجات هو أول التمردات الثلاثة التي قام بها الاتحاد الوطني للعمل CNT خلال الجمهورية الثانية، حيث الثانية هي تمرد أناركي في يناير 1933، وجرت فيها حادثة كاساس فايخاس الشهيرة، أما ثالثة تمردات الأناركية فكانت في ديسمبر 1933. وسبقتهم أحداث كاستيلبلانكو وأرنيدو. اندلع التمرد في 19 يناير 1932 عندما بدأ عمال المناجم في مستعمرة سان كورنيليو في فايغولس إضرابًا عن العمل بسبب ظروف العمل الشاقة في المناجم، والعمل لساعات طويلة وانعدام احتياطات الأمان داخل المناجم، وكذلك التوقعات التي أدت إلى زيادة قوانين حق التجمع وتكوين النقابات حسب دستور 1931 الحديث. فاستولى المضربين على أسلحة السوماتين وبدأوا في التجول في الشوارع. وأعلن بعض رؤساء العمال عن «الشيوعية التحررية». في اليوم التالي امتد النزاع إلى مواقع أخرى في ألتو يوبريجات مثل بيرغا وسالنت وكاردونا وبالساريني ونافاركليس وسوريا، حيث توقفت المناجم وأغلقت المتاجر. وفي مانريسا أعاقت اعتصامات العمال الوصول إلى المصانع والورش. وقطعت خطوط الهاتف. وفي كثير من الأماكن ازيحت أعلام الجمهورية ورفع بدلها الأعلام الحمراء والسوداء لـ CNT. وفي نفس اليوم أعلن مندوب اللجنة الإقليمية لـ CNT في فايغولس أمام اللجنة الثورية التي أنشأها عمال المناجم، أن «الشيوعية التحررية قد انطلقت» وهي الأخبار التي انتشرت في جميع أنحاء المنطقة.
في اليوم التالي، أي 21 يناير أعلن مانويل أثانيا أمام الكورتيس: «أنا لست خائفًا من وجود إضرابات... لأنه حق معترف به بموجب القانون»، لكن لا يمكن أن يحصل في موقف ما تمرد ضد الجمهورية. ولمواجهة تلك التجاوزات كان لابد للقوة العسكرية أن تتدخل. وهكذا وصلت الوحدات العسكرية الأولى إلى مانريسا في 22 يناير، واحتلت في اليوم التالي جميع البلدات في المنطقة باستثناء فايغولس، حيث دخلتها بتاريخ 24، وكان عمال المناجم قد قاموا بتفجير مخزن مسحوق البارود وهربوا عبر الجبال. تم استعادة النظام وطرد العمال المضربين.
وفي يوم 23 يناير عندما كانت فايغولس لوحدها في أيدي المتمردين، وافقت اللجنة الوطنية لـ CNT على إصدار تجميع البطالة في جميع أنحاء إسبانيا، وقبوله بكل تبعاته". في ألكريسا (تيرويل) وضع المتمردون قنبلتين في ثكنات الحرس المدني، وفي كاستل دي كابرا استولى الثوار على "مجلس المدينة ودمروا السجل المالي وجميع الوثائق التي كانت موجودة في ملف الأمانة البلدية" كما ذكرت صحيفة. وقد قامت قوات المشاة المرسلة من برشلونة تحت قيادة الجنرال باتيت ومن سرقسطة بإنهاء أعمال الشغب، فانتهى في 27 يناير أول تمرد فوضوي ضد الجمهورية.
اعتقِل العديد من الأشخاص وأغلقت جميع مراكز CNT في المناطق المتضررة، ولكن الإجراء القمعي الذي كان له أكبر الأثر كان قرار الحكومة بتطبيق قانون الدفاع للجمهورية على مائة معتقل بترحيلهم إلى المستعمرات الأفريقية. ففي 22 يناير عندما كان العسكر في مانريسا تعرض العديد من المتشددين الأناركيين في برشلونة للاعتقال، ونقلوا إلى باخرة راسية في الميناء. بعد أربعة أيام كان على متن السفينة أكثر من 200 محتجز. في يوم 28 يناير، بدأ مئات من المرحلين إضرابا عن الطعام احتجاجا على ذلك وكتبوا بيانا يستنكرون فيه هذا الانتهاك، فتمكن البعض من الهروب. وفي 10 فبراير أبحرت بوينس آيرس من ميناء برشلونة وعلى متنها 104 معتقل. وبعد التقاط محتجزين آخرين في قادس مرت السفينة عبر جزر الكناري وفرناندو بو حتى وصلت أخيرًا إلى فيلا سيسنيروس في 3 أبريل. وقد مرض بعض السجناء أثناء الطريق وتوفي أحدهم، واطلق سراح آخرين. عاد آخر المرحلين إلى شبه الجزيرة في سبتمبر. جعلت قضية المبعدين المواجهة بين الاتحاد الوطني للعمل والحكومة الجمهورية-الاشتراكية تزداد تطرفًا.
التمرد الأناركي في يناير 1933 ومذبحة كاساس فيخاس
بعد عام واحد فقط ظهرت حركة تمرد جديدة في يناير 1933، وهذه المرة كانت عامة وتسببت في حوادث خطيرة في كاتالونيا وأراغون وفالنسيا والأندلس، ولكن قمعتها القوات الحكومية بسرعة، فقتل جراء ذلك العديد من الناس. وأخطر الأحداث جرت في قرية كاساس فيخاس (قادس) حيث تسبب تدخل قوات الحرس المدني والاقتحام في وقوع مذبحة.
في ليلة 10 - 11 يناير 1933 حاصرت مجموعة من الفلاحين المنتمين إلى CNT مسلحين بالبنادق ثكنات الحرس المدني في كاساس فيخاس، حيث كان هناك ثلاثة حراس ورقيب. وجرى تبادل إطلاق النار فأصيب الرقيب والحارس بجروح خطيرة -مات الأول في اليوم التالي؛ اما الثاني فمات بعد يومين-.

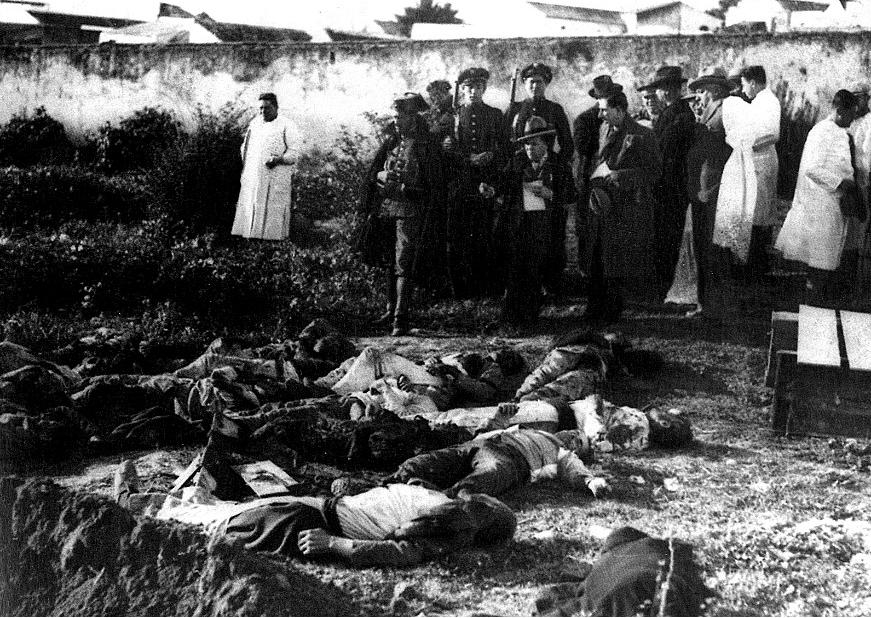
أخذت الصورة بعد وقت قصير من مذبحة كاساس فيخاس (يناير 1933). ويمكن رؤية جثث الفلاحين غير مدفونة بعد.

في الساعة الثانية بعد ظهر يوم 11 يناير، وصلت مجموعة من 12 حارسًا مدنيًا بقيادة رقيب إلى كاساس فيخاس وأطلقوا أصحابهم الموجودون في الثكنات واحتلوا البلدة. وبعدها بثلاث ساعات أرسل ملازم مجموعة ثانية من قوات إنفاذ القانون المؤلفة من أربعة من الحرس المدني واثني عشر من حرس الاقتحام، وبدأوا باعتقال المشتبه بهم في الهجوم على الثكنات، وبعد تعرضهم للضرب ابلغا عن طفلين وشيخ كبير عمره 72 عامًا يعمل بالفحم وكان يتوجه أحيانًا إلى مقر نقابة CNT. عند محاولة الدخول المنزل بالقوة، بدأ الذين بداخلهم اطلاق النار وقتل حارس اقتحام عند المدخل وأصيب آخر. وفي الساعة العاشرة ليلا، بدأ الهجوم على الكوخ دون جدوى. وبعد منتصف الليل وصلت وحدة ثالثة للنظام العام مؤلفة من أربعين من حرس الاقتحام بقيادة الكابتن روخاس، الذي تلقى أمر من المدير العام للأمن في مدريد بوضع حد للتمرد وفتح النار «ضد جميع الذين هاجموا القوات». فأعطى الكابتن روخاس الأوامر بإطلاق النار بالبنادق والمدافع الرشاشة على الكوخ ثم أمر بإشعال النار فيه. فخرج رجل وامرأة هربا من النار. وقتل حرقا ستة أشخاص داخل الكوخ. والناجية الوحيدة هي ماريا سيلفا كروز التي تمكنت من الخروج حاملة طفلها بين ذراعيها.
خلال الصباح أمر الكابتن روخاس بالقبض على أبرز المقاتلين المتشددين في المدينة، وأصدر تعليمات بإطلاق النار عند أي مقاومة. فقتلوا رجلاً عجوزًا رفض فتح باب منزله واحتجزوا اثني عشر شخصًا مكبلي الأيدي في الكوخ المحروق. وعرضوا عليهم جثة العسكري الميت، ثم قتلهم النقيب روخاس والحرس بدم بارد. وبعدها غادروا المدينة وانتهت المذبحة. مات تسعة عشر رجلاً وامرأتان وطفل. ونال ثلاثة حراس نفس المصير. استغرقت معرفة حقيقة الأحداث وقتا لأن الأقوال الأولى ذكرت أن جميع الفلاحين قتلوا في الكوخ ، وقد بدأت الجمهورية الثانية بالفعل مأساتها. استخدمت المعارضة تلك الحقائق لمهاجمة الحكومة (نشرت أخبار كاذبة بأن أثانيا قد أصدر أمرًا بإطلاق النار على الحراس)، وعلى الرغم من أنه كان قادرًا على التغلب على الأزمة ولكن كان ضرر كاساس فيخاس هائلا على المدى المتوسط.

### أزمة الائتلاف الجمهوري-الاشتراكي: نهاية حكومة أثانيا

#### الضغوط الداخلية والخارجية على حكومة أثانيا
في خريف عام 1932 وصلت حكومة أثانيا إلى أقصى قدراتها. حيث احتوت المعارضة الأناركية وهزمت دون صعوبة المحاولة الانقلابية العسكرية في أغسطس. ودعم اتحاد العمال العام (UGT) الحكومة على الرغم من نفاد صبر القوى التابعة لها والتأثير المتزايد على جماهير CNT. بدأت الجمهورية في إصلاح الجيش وبناء المدارس العامة وبرنامج الأشغال العامة الكبيرة. وأخيراً حصلت على الموافقة على قانون إصلاح الأراضي ومنحت بموجب قانون الحكم الذاتي لكاتالونيا.
ومع ذلك في سنة 1933 استسلمت حكومة أثانيا للضغوط الخارجية والداخلية. فبدأ التضعضع مع التمرد الأناركي الذي أدى إلى مذبحة كاساس فيخاس وتقويض مصداقية الجمهوريين. ثم جاءت الأنباء السيئة عن الاقتصاد والبطالة مصحوبة بهجوم من منظمات أصحاب العمل ضد نظام الشركات في هيئات المحلفين المختلطة، ودخول الكاثوليكية لتكون حركة سياسية جماهيرية ومضايقات الحزب الجمهوري الراديكالي. ونتيجة لكل ذلك فقد أثانيا في سبتمبر 1933 ثقة الكالا زامورا، فخرج جمهوريو اليسار والاشتراكيون من الحكومة.
كان الحزب الجمهوري الراديكالي الذي غادر التحالف الجمهوري الاشتراكي في ديسمبر 1931، أحد أقوى المضايقين للحكومة. بعد اختيار أثانيا التحالف مع الاشتراكيين بدلاً منهم. كانت معارضة الراديكاليين للاستمرارية في حكومة الاشتراكيين بعد الموافقة على دستور 1931، لأن الجزء المهم من قاعدتهم الاجتماعية كانت الطبقات الوسطى الحضرية والريفية والتجار وأصحاب المتاجر ورجال الأعمال الصغار الذين رفضوا إصلاحات العمل الاجتماعي التي اعتمدها وزير العمل الاشتراكي فرانسيسكو لارجو كاباليرو. وبالنظر إلى التكتل الذي شكلته تلك الطبقات، كان الإعلان موجها إلى «كل الإسبان». وهكذا أصبح أليخاندرو ليروكس متحدثًا باسم كل أولئك الذين يكرهون الاشتراكيين، الذين اتهموه في إحدى المرات بأنه «أحد أنواع الديكتاتورية»، وضغط على نيكيتو الكالا زامورا لسحب دعمه لحكومة أثانيا. «أصبح اليسار الاشتراكي صرخة إجماع من رجال الأعمال وأصحاب العمل في ربيع وصيف 1933، وعندما وصلت الأزمة الاقتصادية والبطالة إلى أعلى مستوياتها ركز CNT بالإضرابات والتعبئة ضد هيئات المحلفين المختلطة».
توجت احتجاجات أصحاب العمل في يوليو 1933 عندما عقدت جمعية ماجنا الوطنية لكبرى منظمات الأعمال في مدريد: اتحاد النقابات العمالية واتحاد أصحاب العمل والاتحاد الاقتصادي. حيث طالبوا بتعديل تكوين هيئة المحلفين المختلطة مرة أخرى. من جانبه وجه اتحاد المستفيدين الزراعيين الإسبان الاتهام للاشتراكيين وسياستهم في وزارة العمل بنقل «الصراع الطبقي البغيض» من المدينة إلى الريف، بالإضافة إلى طلبهم مراجعة قانون الإصلاح الزراعي لعدم قانونيته وعدم جدواه الاقتصادية».
بدأت نكسة الحكومة وبوادرها أن الائتلاف الحاكم فقد الدعم في الانتخابات البلدية الجزئية التي أجريت في أبريل 1933، والتي تم فيها انتخاب 2500 بلدية تم تشكيلها في أبريل 1931 بموجب المادة 29 من القانون الانتخابي لسنة 1907 الذي قال إنه إذا تم تقديم ترشيح واحد فقط، فإنه يكون فائزًا ولايحتاج للتصويت، ومنذ ذلك الحين حكمتها لجان إدارية. فتضاعف عدد المستشارون الجمهوريون عن عدد الملكيين، لكن نسبة الملكيين المئوية (4954 من أصل 15000) كانت مرتفعة نسبيًا. حيث مثلوا فقط 2 ٪ من الناخبين في عموم إسبانيا، ولكن النتائج كانت تقدم كبير لسيدا والحزب الراديكالي، وتراجع الجمهوريين من اليسار والاشتراكيين.
أما السبب الرئيسي بتمزق الائتلاف الحاكم لم تكن الضغوط الخارجية أو فقدان الدعم، بل النقاش الداخلي المكثف للاشتراكيين الإسبان بشأن مدى صحة بقائهم في الحكومة. فقرر الحزب الاشتراكي العمالي الإسباني في مؤتمره الثالث عشر في أكتوبر 1932، وكذلك UGT وهما عميدا الاشتراكية مواصلة التعاون مع اليسار الجمهوري لتعزيز وتثبيت الإصلاحات. لكن التعاون بقي مع بعض التحفظات لتنامي استياء اشتراكيي الريف، بسبب خيبة أملهم من نطاق وإيقاعات الإصلاح الزراعي، جرت بسببها اشتباكات دامية مثل أحداث كاستيلبلانكو (أحداث بطليوس) وأحداث أرنيدو (لاريوخا) بين عمال اليومية في FNTT-UGT والحرس المدني، تحت قيادة حكومة كان بها ثلاثة وزراء اشتراكيين. أما في المدن فقد تفاقمت الأزمة الاقتصادية، وازدادت البطالة وزاد أصحاب العمل من معارضة لوائح العمل الاجتماعي. كل هذا أبرز فجوة بين قواعد الاشتراكيين وحكومتهم. ومن ناحية أخرى، لاحظ قادة اتحاد العمال العام UGT نمو متسارع لمنافسيهم في الاتحاد الوطني للعمل CNT، وعزوا ذلك إلى حقيقة أنهم لم يلتزموا بالتعاون مع حكومة برجوازية.
كانت أحداث كاساس فيخاس هي الأحداث التي انتهى بها الأمر إلى جعل الفكرة تسود بين الاشتراكيين بأن الوقت قد حان للتخلي عن تحالفها مع البرجوازية الجمهورية. حتى الحزب الاشتراكي العمالي الإسباني PSOE الذي كان أقوى مؤيد للجمهوريين، جاء في مارس 1933 للدفاع عن رحيل الاشتراكيين من السلطة التنفيذية ودعم تشكيل حكومة «توسعة جمهورية». لكن قطاع UGT عارض ذلك مدعيا بأنه سيفتح الطريق أمام اليمين وينهي برنامج الإصلاح الذي لم ينته بعد. ولكن كان من الصعب للغاية على UGT أن تظل ملتزمة بدعم نظام عانى العداء الصريح من النقابة المنافسة CNT القادرة على تعبئة قطاعات كبيرة ومتزايدة من العمال والفلاحين.

#### نهاية حكومة أثانيا
تسبب ضغط الكاثوليك في حزب سيدا CEDA الجديد على رئاسة الجمهورية بسبب النقاش حول قانون الطوائف في يونيو 1933 بأول أزمة لحكومة أثانيا. فانتظر الرئيس الكالا زامورا وهو كاثوليكي حتى الموعد النهائي القانوني لسحب القانون، الذي أقره الكورتيس في 17 مايو ولكن لم يصدر حتى 2 يونيو. في اليوم التالي سحب ألكالا زامورا ثقته من حكومة أثانيا فاضطرت إلى الاستقالة. وكان رئيس الجمهورية مقتنعًا بأن الرأي العام يميل نحو اليمين. ومع ذلك لم يكن أمامه أي خيار سوى إعادة تسمية أثانيا لأنه لم يجد أي مرشح آخر يمكنه الحصول على دعم أغلبية النواب. وهكذا تشكلت حكومة أثانيا الثالثة في 13 يونيو بتكوين وزاري مشابه جدا للتكوين الثاني (احتفظ الاشتراكيون بوزرائهم الثلاثة).
ولكن مع ذلك استمرت الحكومة بفقدان داعميها بسبب استمرار أزمة الاشتراكيين الراديكاليين، الذين انقسموا بين معارضي وجودها في الحكومة، وأولئك الذين ايدوها. أدى ذلك بألكالا زامورا إلى أن يقيل أثانيا في بداية سبتمبر 1933. سعى أثانيا للحصول على ثقة كورتيس وفاز به، ولكن في اليوم التالي 7 سبتمبر سحب الرئيس الثقة منه للمرة الثانية فاضطر أثانيا إلى الاستقالة.

## حكومتا ليروكس ومارتنيز باريو (سبتمبر-نوفمبر 1933)
في 8 سبتمبر 1933 طلب الكالا زامورا من أليخاندرو ليروكس زعيم الحزب الجمهوري الراديكالي تشكيل حكومة جديدة، يستعيد فيها الوحدة الأخوية بين جميع فصائل الجمهورية. كانت مهمته الأولى اتباع تعليمات رئيس الجمهورية، وولكن نظرا لرفض مشاركة الحزب الجمهوري الراديكالي الاشتراكي، اختار تشكيل حكومة من الشخصيات البارزة التي اتصل بها شخصيا مثل فيليبي سانشيز وخوسيه أورتيجا إي جاسيت وسلفادور دي مادارياغا. لكن ذلك البديل الذي ذكّر بحكومات الفترة الدستورية لعهد ألفونسو الثالث عشر لم يحظ بتأييد الكالا زامورا أو الأحزاب الجمهورية اليسارية. ومع ذلك حصل ليروكس أخيرًا على دعمهم، بما في ذلك حزب أثانيا، لأنهم أرادوا تجنب حل كورتيس والدعوة إلى الانتخابات. وهكذا شكل ليروكس في 12 سبتمبر حكومة من التجمعات الجمهورية، مؤلفة من سبعة راديكاليين وخمسة جمهوريين يساريين ومستقل.

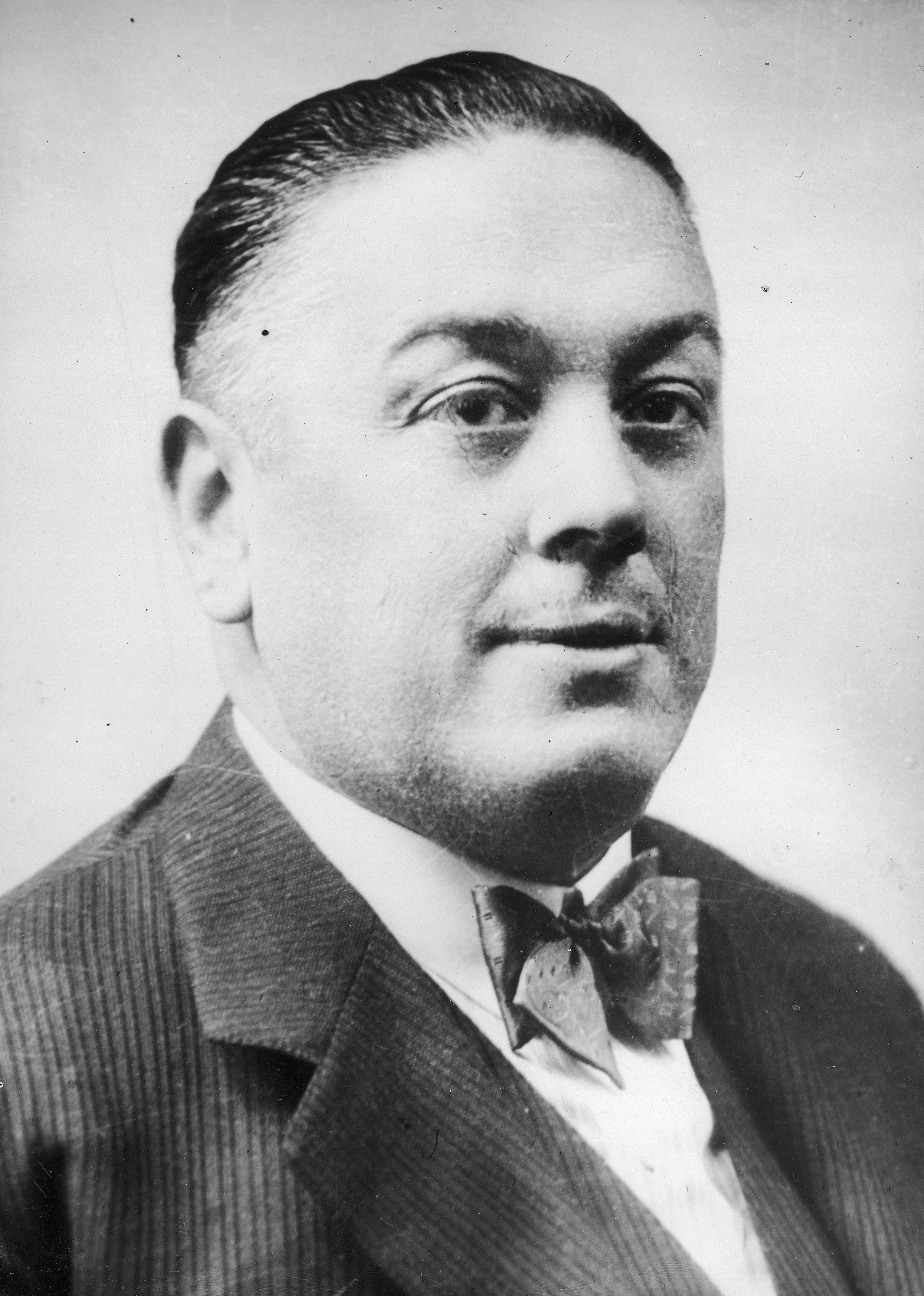
دييغو مارتينيز باريو.

ولكن عندما قدم ليروكس حكومته إلى الكورتيس في 2 أكتوبر كرس معظم مداخلاته لانتقاد حكومة أثانيا السابقة - فأجاب: «جاء من الحكومة ليقول للبرلمان ماقاله في المعارضة». - ضمنيًا أراد من رئيس الجمهورية إصدار مرسوم الحل. وذلك مادفع الجمهوريين اليساريين الذين قدموا له الدعم في البداية إلى سحبه، لذلك لم يكسب ليروكس ثقة مجلس النواب. في أحد مداخلاته أثناء النقاش حذر مانويل أثانيا من أن الجمهورية يجب ألا تعود إلى "عادات الملكية التي صنعت فيها سلاح النصر لصالح الحزب.
بعد المواجهة العنيفة التي واجهها ليروكس في الكورتيس مع أثانيا - الثعبان، وفقًا للزعيم الراديكالي- ومع الاشتراكي إنداليسيو برييتو - الأسد الشاب - اللذان أعاقا المحاولة مرة أخرى، كلف ألكالا زامورا تشكيل الحكومة إلى الرجل الثاني في الحزب الجمهوري الراديكالي، دييغو مارتينيز باريو «شخص يستوعب ما يكفي خاصة بعد التجربة الصعبة لأثانيا المستقلة، التي ستسمح [للرئيس] بتدخل أكثر في شؤون مجلس الوزراء». اشترط الراديكاليون كي يصبحوا جزءا من الحكومة الجديدة دعم الاشتراكيين. لهذا الغرض اجتمع مارتينيز باريو وأزانيا والوزراء السابقون الاشتراكيون الثلاثة - إندالسيو برييتو وفرناندو دي لوس ريوس وفرانسيسكو لارجو كاباليرو، إلى جانب رئيس الكورتيس، وأيضًا الاشتراكي جوليان بيستيرو توصلوا إلى اتفاق مبدئي ولكن لم يتم ذلك لأن الاشتراكيين انسحبوا، وبالتالي أضاعوا فرصة تاريخية كما ذكر بستيرو: «لقد انتهت الجمهورية». قام مارتينيز باريو بتشكيل حكومة مؤلفة من الجمهوريين على وجه الحصر وتتمثل مهمتهم الوحيدة هي تنظيم الانتخابات تسمح لهم بالخروج من الحصار. الذي كان البرلمان بهذه الطريقة «حكومة برئاسة راديكاليين ينظمون الانتخابات العامة، حتى لو لم يكن ليروكس رئيسًا لها. على الرغم من أن ممارسة الانتخابات المزورة ظاهريًا وربما نموذجية في حقبة العودة، إلا أن الحكومة المركزية ما زالت تمارس نفوذاً انتخابياً هائلاً. وكان الموعد المحدد للجولة الأولى 19 نوفمبر و 3 ديسمبر للجولة الثانية. وكانت تلك هي المرة الأولى في تاريخ إسبانيا ومن الأوائل في تاريخ أوروبا في تصويت النساء (ستة ملايين حسب الاستطلاعات).